# Susan B. Anthonyová
Susan B. Anthonyová (nepřechýleně Anthony; 15. února 1820 Adams – 13. března 1906 Rochester) byla americká sociální reformátorka a bojovnice za práva žen, která sehrála klíčovou roli v hnutí za volební právo žen.
Narodila se v kvakerské rodině, která se zasazovala o sociální rovnost, a ve svých 17 letech sbírala petice proti otroctví. V roce 1856 se stala zástupkyní Americké společnosti proti otroctví ve státě New York. V roce 1851 se seznámila s Elizabeth Cady Stanton, která se stala její celoživotní přítelkyní a spolupracovnicí v oblasti sociálních reforem, především v oblasti ženských práv. Společně založily Ženské protialkoholní hnutí (Women's State Temperance Society), poté co Anthony nemohla vystoupit na shromáždění protialkoholního hnutí, protože byla žena. Během občanské války založily Národní ženskou loajální ligu (Women's Loyal National League), která provedla největší petiční akci v dosavadní historii Spojených států a shromáždila téměř 400 000 podpisů na podporu zrušení otroctví. Po válce iniciovaly vznik Americké asociace pro rovná práva, která vedla kampaň za rovná práva žen i Afroameričanů. V roce 1868 začaly vydávat noviny o právech žen s názvem The Revolution. O rok později založily v rámci rozkolu v ženském hnutí Národní asociaci pro ženská práva (National Woman Suffrage Association). Rozkol byl formálně zažehnán v roce 1890, kdy se jejich organizace spojila s konkurenční Americká národní společnost za volební právo žen (American Woman Suffrage Association) a vznikla Národní americká společnost za volební právo žen (National American Woman Suffrage Association, NAWSA), jejíž klíčovou silou byla Anthony. Anthony a Stanton začaly v roce 1876 spolupracovat s Matildou Joslyn Gage na díle, které se nakonec rozrostlo v šestisvazkovém díle History of Woman Suffrage (Dějiny ženského volebního práva). V pozdějších letech se zájmy Anthony a Stanton poněkud rozcházely, ale obě zůstaly blízkými přítelkyněmi.
V roce 1872 byla Anthony ve svém rodném městě Rochester zatčena za to, že hlasovala v rozporu se zákony, které umožňovaly volit pouze mužům. V široce medializovaném procesu byla odsouzena. Přestože odmítla zaplatit pokutu, úřady odmítly podniknout další kroky. V roce 1878 Anthony a Stanton zařídily, aby byl Kongresu předložen dodatek, který ženám dával volební právo. Předložil jej senátor Aaron A. Sargent a později se mu začalo říkat dodatek Susan B. Anthony. Nakonec byl v roce 1920 ratifikován jako devatenáctý dodatek Ústavy USA.
Anthony hodně cestovala na podporu volebního práva žen, ročně pronesla až 75–100 projevů a pracovala na mnoha státních kampaních. Za práva žen se zasazovala i na mezinárodní úrovni a hrála klíčovou roli při založení Mezinárodní rady žen, která je stále aktivní. Přispěla také k uspořádání Světového kongresu reprezentativních žen (World's Congress of Representative Women) na světové výstavě v Chicagu v roce 1893.
Když poprvé začala vést kampaň za práva žen, byla tvrdě zesměšňována a obviňována, že se snaží zničit instituci manželství. Vnímání veřejnosti se však během jejího života radikálně změnilo. Její 80. narozeniny se na pozvání prezidenta Williama McKinleyho slavily v Bílém domě. Stala se první občankou, která byla vyobrazena na americké minci, když se její portrét objevil na dolarové minci z roku 1979.

## Mládí
Narodila se 15. února 1820 Danielu Anthony a Lucy Anthony rozené Read v Adams v Massachusetts jako druhá nejstarší ze sedmi dětí. Jméno dostala po své babičce z matčiny strany Susanah a po otcově sestře Susan. V mládí spolu se svými sestrami zareagovala na „velké šílenství po prostředních iniciálách“ přidáváním si ke svým jménům prostřední iniciály. Anthony přijala jako prostřední iniciálu „B.“, protože její jmenovkyně teta Susan se provdala za muže jménem Brownell. Sama jméno Brownell nikdy nepoužívala a neměla ho ráda.

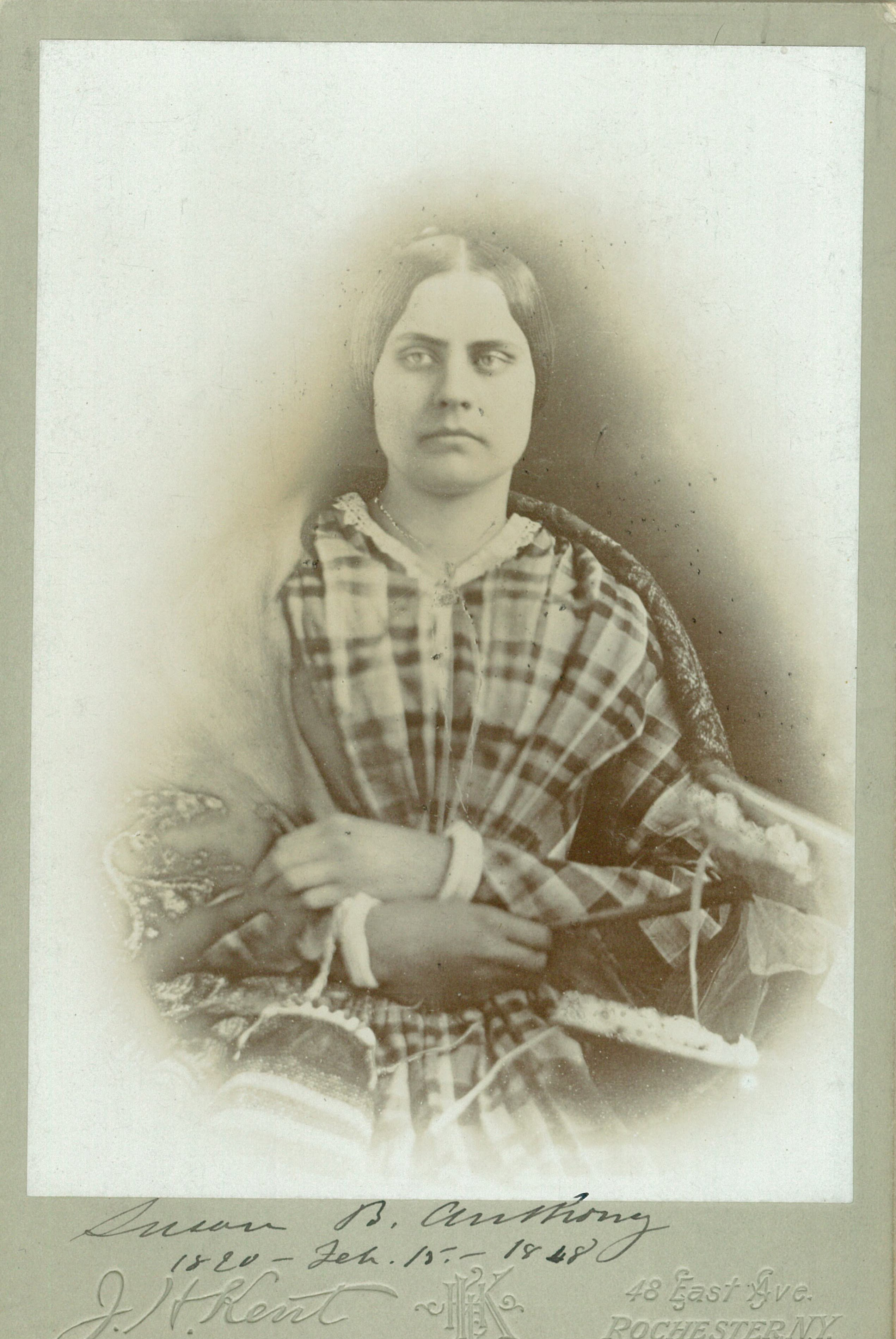
Susan B. Anthony ve věku 28 let (1848)

Její rodina sdílela nadšení pro sociální reformy. Její bratři Daniel a Merritt se přestěhovali do Kansasu, aby tam podpořili hnutí proti otroctví. Merritt bojoval s abolicionistou Johnem Brownem proti otrokářským silám během násilných střetnutí předznamenávajících občanskou válku zvaných Krvácející Kansas. Daniel nakonec vlastnil noviny a stal se starostou Leavenworthu. Její sestra Mary, s níž v pozdějších letech sdílela společnou domácnost, se stala ředitelkou veřejné školy v Rochesteru a bojovnicí za práva žen.
Otec Susan byl abolicionista a zastánce alkoholové střídmosti. Byl kvaker a měl obtížné vztahy se svou tradicionalistickou kongregací, která mu vytýkala, že se oženil s nekvakerkou. Poté se ho kongregace zřekla za to, že ve svém domě dovolil provozovat taneční školu. Přesto pokračoval v návštěvách kvakerských shromáždění a stal se ve svém přesvědčení ještě radikálnějším. Její matka byla baptistka a pomáhala vychovávat jejich děti v tolerantnější verzi náboženské tradice svého manžela. Otec všechny děti, dívky i chlapce, vedl k samostatnosti, učil je obchodním zásadám a od útlého věku je vedl k zodpovědnosti.
Když jí bylo šest let, přestěhovala se rodina do Battenville ve státě New York, kde její otec vedl velkou přádelnu bavlny. Předtím provozoval vlastní malou továrnu na bavlnu.
Susan byla v sedmnácti letech byla poslána do kvakerské internátní školy ve Filadelfii, kde nešťastně snášela přísnou a někdy ponižující atmosféru. Po jednom semestru byla nucena studium ukončit, protože její rodina byla během hospodářské krize známé jako panika roku 1837, finančně zruinována. Byli v dražbě nuceni prodat vše, co měli, ale zachránil je její strýc z matčiny strany, který odkoupil většinu jejich majetku a vrátil ho rodině. Susan odešla z domova učit do kvakerské internátní školy, aby rodině finančně pomohla.
V roce 1845 se rodina přestěhovala na farmu na předměstí Rochesteru, zakoupenou částečně z dědictví po její matce. Tam se spojili se skupinou kvakerských sociálních reformátorů, kteří opustili svou kongregaci kvůli omezením, jež kladla na reformní aktivity. Skupina v roce 1848 založila novou organizaci nazvanou Kongregace přátel. Usedlost Anthonyových se brzy stala místem nedělních odpoledních setkání místních aktivistů, včetně Fredericka Douglasse, bývalého otroka a významného abolicionisty, který se stal Susaniným celoživotním přítelem.
Anthonyovi začali navštěvovat bohoslužby v rochesterském Prvním unitářském kostele, který byl spojen se sociálními reformami. V tomto kostele se v roce 1848 konalo Rochesterské shromáždění za práva žen, inspirovaný shromážděním v Seneca Falls, prvním shromážděním za práva žen, které se konalo o dva týdny dříve v nedalekém městě. Susaniny rodiče a sestra Mary se zúčastnili rochesterského shromáždění a podepsali Deklaraci práv a postojů, která byla poprvé přijata na shromáždění v Seneca Falls.
Susan se nezúčastnila ani jednoho z těchto shromáždění, protože se v roce 1846 přestěhovala do Canajoharie, kde se stala ředitelkou ženského části školy Canajoharie Academy. Poprvé v životě se vzdálila od kvakerských vlivů a ve svých 26 letech začala nahrazovat prosté oblečení stylovějšími šaty a přestala používat oslovení „thee“ (podobné onikání) a další formy řeči, které kvakeři tradičně používali. Zajímala se o sociální reformy a trápilo ji, že dostávala mnohem nižší plat než muži s podobnou prací, ale bavilo ji otcovo nadšení pro shromáždění o právech žen v Rochesteru. Později vysvětlovala: „Nebyla jsem připravena volit, nechtěla jsem volit, ale chtěla jsem stejnou mzdu za stejnou práci.“
Když byla v roce 1849 uzavřena Canajoharie Academy, Susan převzala provoz rodinné farmy v Rochesteru, aby se její otec mohl více věnovat svému podnikání v pojišťovnictví. Na tomto úkolu pracovala několik let, ale stále více ji to táhlo k reformní činnosti, do které se brzy s podporou rodčů zcela zapojila. Po zbytek života žila téměř výhradně z honorářů za své projevy.

## Aktivismus

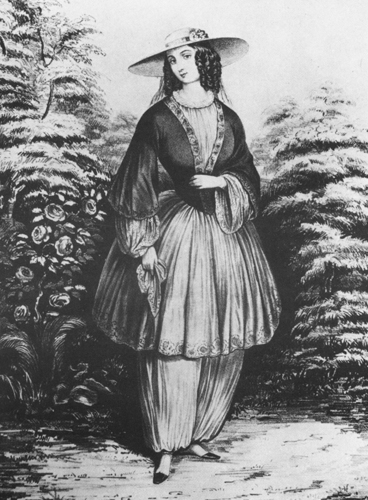
Šaty Bloomers pojmenované podle Amelie Bloomer

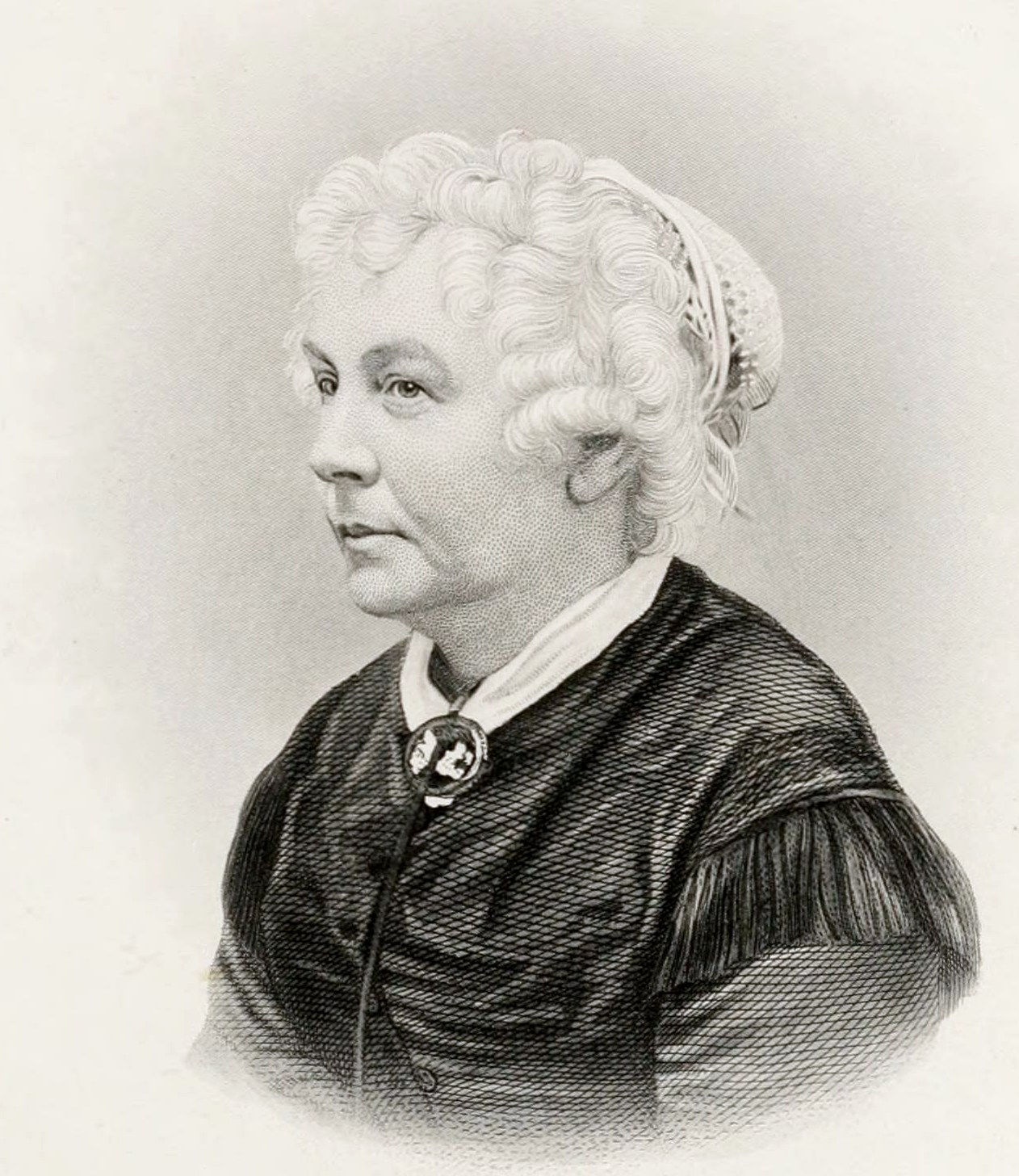
Elizabeth Cady Stanton

### Počátky sociálního aktivismu
Susan Anthony se s energií a odhodláním pustila do sociální reformy. Vzdělávala se v reformních otázkách a přitahovaly ji radikálnější myšlenky lidí, jako byli William Lloyd Garrison, George Thompson a Elizabeth Cady Stanton. Začala nosit kontroverzní šaty Bloomers, odvozené z tureckých kalhot, stažené u kotníků, přes které byla přehozená kratší sukně. Ačkoli se domnívala, že jsou rozumnější než tradiční těžké šaty, které se táhly po zemi, po roce je neochotně přestala nosit, protože dávaly jejím odpůrcům příležitost zaměřit se spíše na její oděv než na její myšlenky.
| „                        | Obezřetní, a opatrní lidé, kteří se vždy snaží zachovat si svou pověst a společenské postavení, nikdy nemohou provést reformu. Ti, kdo to myslí opravdu vážně, musí být ochotni být v očích světa buď ničím, nebo čímkoli, a veřejně i soukromě, v pravý čas i mimo něj, projevovat své sympatie k opovrhovaným a pronásledovaným myšlenkám a jejich zastáncům a nést za to následky. | “ |
| — Susan B. Anthony, 1860 | |   |

### Spolupráce s Elizabeth Cady Stanton
V roce 1851 se seznámila s Elizabeth Cady Stanton, která byla jednou z organizátorek shromáždění v Seneca Falls a předložila kontroverzní rezoluci na podporu volebního práva žen. Anthony a Stanton seznámila feministka Amelia Bloomer. Ženy se brzy staly blízkými přítelkyněmi a spolupracovnicemi. Jejich vztah byl pro ně i pro celé ženské hnutí klíčový. Poté, co se Stantonovi v roce 1861 přestěhovali ze Seneca Falls do New Yorku, byl v každém domě, kde bydleli, vyhrazen pokoj pro Susan. Jedna ze životopiskyň Stanton odhadla, že Stanton s Anthony za svůj život pravděpodobně strávila více času, než s kterýmkoli jiným dospělým člověkem, včetně vlastního manžela.
Obě ženy se vzájemně doplňovaly. Anthony vynikala v organizování, zatímco Stanton měla vlohy pro intelektuální záležitosti a psaní. Anthony byla nespokojená s vlastními spisovatelskými schopnostmi a svého textu vydala poměrně málo. Historici její myšlenky a přímé citáty obvykle berou z jejích projevů, dopisů a deníkových záznamů.
Stanton byla upoutána k domácnosti se sedmi dětmi, zatímco Anthony jako svobodná žena mohla volně cestovat. Anthony Stanton pomáhala tím, že dohlížela na její děti, zatímco Stanton psala. Susan Anthony se stala prakticky členem rodiny a byla téměř druhou matkou dětí Elizabeth Stanton. V životopise Elizabeth Stanton se uvádí, že v prvních letech jejich vztahu „Stanton poskytovala myšlenky, rétoriku a strategii; Anthony pronášela projevy, šířila petice a pronajímala sály. Anthony podněcovala a Stanton produkovala.“ Manžel Stanton řekl: „Susan míchala pudinky, Elizabeth míchala Susan a Susan pak míchá svět!“ Sama Stanton řekla: „Já jsem kovala blesky, ona je vystřelovala.“ Podle historičky Ann D. Gordon do roku 1854, Anthony a Stanton „dovedly k dokonalosti spolupráci, která učinila hnutí ve státě New York nejpropracovanějším v zemi.“

### Aktivity v protialkoholním hnutí
V té době byla alkoholová abstinence do značné míry otázkou ženských práv, protože zákony dávaly manželům úplnou kontrolu nad rodinou a jejími financemi. Žena s opilým manželem měla jen málo právních prostředků, i když kvůli jeho alkoholismu rodina strádala a žena i děti byly manželem týrány. Pokud žena dosáhla rozvodu, což bylo obtížné, mohl manžel snadno skončit s dětmi ve výhradní péči.
Během vyučování v Canajoharie se Anthony připojila ke spolku Dcery zdrženlivosti (Daughters of Temperance) a v roce 1849 na jednom z jeho shromáždění poprvé veřejně promluvila. V roce 1852 byla zvolena delegátkou na státní shromáždění protialkoholního hnutí, ale předseda ji zastavil, když se pokusila promluvit, s tím, že delegátky jsou tam jen proto, aby poslouchaly a učily se. Anthony a několik dalších žen okamžitě odešly a vyhlásily vlastní schůzi, na které byl vytvořen výbor pro organizaci státního shromáždění žen. Shromáždění 500 žen, z velké části organizovaný Anthony, se sešel v dubnu v Rochesteru a vytvořil organizaci Ženského protialkoholního hnutí (Women's State Temperance Society), jejíž předsedkyní se stala Stanton a Anthony byla státní zástupkyní.
Anthony a její spolupracovnice shromáždily 28 000 podpisů k petici za zákon zakazující prodej alkoholu ve státě New York. Zorganizovala také slyšení o tomto zákonu před newyorským zákonodárným sborem, což bylo první, které v tomto státě iniciovala skupina žen. Na s organizace v následujícím roce však konzervativní členky napadly Elizabeth Stanton za její obhajobu práva manželky alkoholika na rozvod. Stanton byla z funkce předsedkyně vyloučena, načež ona i Susan Anthony z organizace vystoupily.
V roce 1853 se Anthony zúčastnila Světového shromáždění pro abstinenci v New Yorku, který na tři chaotické dny uvázl ve sporu o to, zda na něm budou smět mluvit ženy. O mnoho let později Anthony poznamenala: „Žádný pokrok, který ženy učinily, nebyl tak ostře napadán jako ten, který se týkal mluvení na veřejnosti. Za nic o co se pokusily, dokonce ani za zajištění volebního práva, nebyly tak zneužity, odsouzeny a znepřáteleny.“ Po tomto období soustředila svou energii na abolicionistické aktivity a aktivity za práva žen.

### Shromáždění učitelů
Když se v roce 1853 pokusila promluvit na shromáždění Asociace učitelů státu New York, její pokus vyvolal mezi muži půlhodinovou debatu o tom, zda je vhodné, aby ženy mluvily na veřejnosti. Nakonec směla pokračovat a řekla: „Nechápete, že dokud společnost tvrdí, že žena je neschopná být právničkou, ministryní nebo lékařkou, ale má dostatek schopností být učitelkou, že každý muž jako vy, který si zvolí toto povolání, mlčky uznává, že nemá více rozumu než žena.“ Na učitelském shromáždění v roce 1857 předložila rezoluci vyzývající k přijímání černochů do veřejných škol a na vysoké školy, ale byla zamítnuta jako „nevhodný předmět k diskusi“. Když předložila další rezoluci vyzývající ke společnému vzdělávání mužů a žen na všech úrovních, včetně vysokých škol, byla ostře odmítnuta a rozhodně zamítnuta. Jeden z odpůrců označil tuto myšlenku za „obrovské společenské zlo…první krok ve škole, která usiluje o zrušení manželství, a za tímto obrazem vidím monstrum společenské deformace“.
Anthony ještě několik let vystupovala na státních učitelských shromážděních a trvala na tom, aby učitelky dostávaly stejný plat jako muži, a aby v organizaci působily jako funkcionářky a členky výborů.

### První aktivity v oblasti práv žen
Její práce pro hnutí za práva žen začala v době, kdy toto hnutí již nabíralo na síle. Elizabeth Stanton se podílela na organizaci shromáždění v Seneca Falls v roce 1848, který byl prvním shromážděním za práva žen. V roce 1850 se ve Worcesteru konal první z řady národních shromáždění za práva žen. V roce 1852 se Susan Anthony zúčastnila prvního Národního shromáždění za práva žen, který se konal v Syracuse, kde působila jako jedna ze sekretářek shromáždění. Podle Idy Husted Harper, autorizované životopiskyně Susan Anthony, „slečna Anthony odjížděla ze syracuského shromáždění s hlubokým přesvědčením, že právo, které žena potřebuje především, a které jí skutečně zajistí všechna ostatní, je právo volební.“ Volební právo žen se však ještě několik let nestalo hlavním předmětem její činnosti.
Hlavní překážkou ženského hnutí byl nedostatek financí. Jen málo žen v té době mělo nezávislý zdroj příjmů, a dokonce i ty, které měly zaměstnání, musely zpravidla podle zákona odevzdávat výplatu manželům. Částečně díky úsilí ženského hnutí byl v roce 1848 v New Yorku přijat zákon, který uznával některá práva vdaných žen, ale byl omezený. V roce 1853 Anthony spolupracovala s Williamem Henrym Channingem, svým aktivistickým unitářským duchovním, na uspořádání shromáždění v Rochesteru, který měl zahájit státní kampaň za zlepšení majetkových práv vdaných žen, kterou Anthony vedla. V zimě roku 1855 se vydala se svými přednáškami a petiční kampaní téměř do všech okresů státu New York, přestože cestování v zasněženém terénu v době koní a kočárů bylo obtížné.
Když předložila petice soudnímu výboru Senátu státu New York, jeho členové jí řekli, že muži jsou vlastně utlačovaným pohlavím, protože dělají takové věci, jako že přenechávají ženám nejlepší místa v kočárech. S poukazem na případy, kdy petici podepsali jak manželé, tak manželky (namísto toho, aby manžel podepsal za oba, což byl standardní postup), výbor v oficiální zprávě sarkasticky doporučil, aby petenti usilovali o zákon, který by manželům v takových manželstvích umožnil nosit spodničky a manželkám kalhoty. Kampaň nakonec dosáhla úspěchu v roce 1860, kdy zákonodárný sbor přijal vylepšený zákon o majetku vdaných žen, který dával vdaným ženám právo vlastnit samostatný majetek, uzavírat smlouvy a být společným opatrovníkem svých dětí. Zákonodárný sbor však velkou část tohoto zákona v roce 1862 zrušil, a to v době, kdy ženské hnutí bylo kvůli americké občanské válce do značné míry nečinné.
Ženské hnutí tehdy mělo volnou strukturu – několik státních organizací, ale žádná celostátní organizace kromě koordinačního výboru, který pořádal výroční shromáždění. Lucy Stone, která vykonávala velkou část organizační práce pro celostátní shromáždění, povzbudila Anthony, aby za ně převzala část odpovědnosti. Anthony se tomu zpočátku bránila, protože měla pocit, že je potřebnější v oblasti protiotrokářských aktivit. Po uspořádání řady protiotrokářských shromáždění v zimě roku 1857, řekla své přítelkyni, že „zkušenost z poslední zimy má pro mě větší cenu, než celá moje práce pro abstinenční hnutí a hnutí za práva žen, ačkoli ta druhá byla školou nutnou k tomu, aby mě přivedla k práci za boj proti otroctví.“ Během plánování shromáždění za práva žen v roce 1858 jí Stone, která nedávno porodila, řekla, že její nové rodinné povinnosti jí nedovolí organizovat shromáždění, dokud její děti nebudou starší. Anthony předsedala shromáždění v roce 1858, a když byl plánovací výbor pro národní shromáždění reorganizován, jeho předsedkyní se stala Elizabeth Stanton a Susan Anthony jeho tajemnicí. Anthony se zároveň nadále intenzivně angažovala v protiotrokářské práci.

### Aktivity proti otroctví
V roce 1837, když bylo Susan 16 let, sbírala petice proti otroctví jako součást organizovaného odporu proti nově zavedenému pravidlu „gag rule“, které zakazovalo podávání petic proti otroctví ve Sněmovně reprezentantů USA. V roce 1851 sehrála klíčovou roli při organizaci shromáždění proti otroctví v Rochesteru. Byla také součástí podzemní železnice. Zápis v jejím deníku z roku 1861 zní: „Vybavila uprchlého otroka do Kanady s pomocí Harriet Tubman“.
V roce 1856 souhlasila s tím, že se stane zástupkyní Americké protiotrokářské společnosti ve státě New York s tím, že bude také pokračovat v prosazování práv žen. Organizovala protiotrokářská shromáždění po celém státě pod transparenty s nápisem „Žádný kompromis s otrokáři. Okamžitá a bezpodmínečná emancipace“.
V roce 1859 byl abolicionista John Brown popraven za vedení násilného přepadení amerického arzenálu v Harper's Ferry, které mělo být počátkem ozbrojeného povstání otroků. V den popravy Anthony zorganizovala a řídila shromáždění „smutku a rozhořčení“ v rochesterském Corinthian Hall, aby vybrala peníze pro Brownovu rodinu.
Získala si pověst neohrožené ženy, která čelila pokusům o narušení jejích shromáždění, ale v předvečer občanské války se odpor stal drtivým. Počátkem roku 1861 mafie zastavila její shromáždění ve všech městech od Buffala po Albany. V Rochesteru musela policie Anthony a další řečníky v zájmu jejich vlastní bezpečnosti, vyvést z budovy. V Syracuse podle místních novin: „Létaly shnilá vejce, byly rozbíjeny lavice a na všechny strany se leskly nože a pistole“.
Anthony prezentovala vizi rasově integrované společnosti, která byla radikální v době, kdy abolicionisté diskutovali o tom, co se stane s otroky po jejich osvobození, a kdy lidé jako Abraham Lincoln vyzývali, aby byli Afroameričané posláni do nově založených kolonií v Africe. Ve svém projevu v roce 1861 Susan řekla: „Otevřeme barevným všechny naše školy… Přijměme je do všech našich fabrik, obchodů, úřadů a lukrativních obchodních činností… nechme je pronajmout si lavici v kostele a obsadit místo v divadle… Rozšiřme na ně všechna občanská práva.“
Tehdejší poměrně malé hnutí za práva žen bylo úzce spojeno s Americkou společností proti otroctví, kterou vedl William Lloyd Garrison. Ženské hnutí bylo do značné míry závislé na abolicionistických zdrojích, jeho články vycházely v jejich novinách a část finančních prostředků poskytovali abolicionisté. Mezi vůdci ženského hnutí a mužskými abolicionisty, kteří sice podporovali větší práva žen, ale domnívali se, že energická kampaň za práva žen by narušila kampaň proti otroctví, však panovalo napětí. Když v roce 1860 Anthony poskytla přístřeší ženě, která utekla od násilnického manžela, Garrison trval na tom, aby se žena vzdala dítěte, které s sebou přivedla, a poukazoval na to, že zákon dává mužům úplnou kontrolu nad dětmi. Anthony Garrisonovi připomněla, že v rozporu se zákonem pomáhal otrokům utéct do Kanady, řekla: „No, zákon, který dává otci vlastnictví dětí, je stejně zlý a já ho stejně rychle poruším.“

### Národní ženská loajální liga
V roce 1863 Anthony a Stanton zorganizovaly Národní ženskou loajální ligu (Women's Loyal National League), aby vedly kampaň za dodatek k americké ústavě, který by zrušil otroctví. Byla to první celostátní ženská politická organizace ve Spojených státech. V rámci největší petiční akce v dosavadních dějinách země, shromáždila organizace téměř 400 000 podpisů za zrušení otroctví, což představovalo přibližně jednoho z každých čtyřiadvaceti dospělých obyvatel severních států. Petiční akce významně napomohla přijetí třináctého dodatku, který ukončil otroctví. Susan Anthony byla hlavní organizátorkou tohoto úsilí, které zahrnovalo nábor a koordinaci přibližně 2 000 sběračů podpisů.
Liga poskytla ženskému hnutí prostředek, jak spojit boj proti otroctví s bojem za ženská práva tím, že připomněla veřejnosti, že petice je jediným politickým nástrojem, který měly ženy k dispozici v době, kdy volební právo měli pouze muži. 5000 členů ligy pomohlo rozvinout novou generaci ženských vůdkyň a poskytlo zkušenosti a uznání nejen Elizabeth Cady Stanton a Susan B. Anthony, ale i nováčkům, jako byla Anna Dickinson, nadaná dospívající řečnice. Liga ukázala hodnotu formální struktury pro ženské hnutí, které se do té doby bránilo tomu být jinak než volně organizované.

### Americká asociace za rovnoprávnost
Susan Anthony zůstala v roce 1865 osm měsíců se svým bratrem Danielem v Kansasu, aby mu pomáhala s vydáváním novin. Na východ se vrátila poté, co se dozvěděla, že byl navržen dodatek k americké ústavě, který by zajistil občanství černochům, ale také by poprvé do ústavy zavedl slovo „muž“. Susan podporovala občanství pro černochy, ale byla proti jakémukoli pokusu spojit ho se snížením postavení žen. Její spojenkyně Elizabeth Stanton s tím souhlasila a řekla, že „pokud bude slovo muž vloženo, bude nám trvat přinejmenším sto let, než se ho zbavíme“.
Anthony a Stanton se snažily oživit hnutí za práva žen, které během občanské války téměř usnulo. V roce 1866 zorganizovaly jedenácté národní shromáždění za práva žen, první od začátku občanské války, kde byla jednomyslně přijta rezoluce předložená Susan Anthony a odhlasovalo se, že se organizace přetransformuje na Americkou asociaci za rovnoprávnost (American Equal Rights Association, AERA), jejímž cílem byla kampaň za rovná práva všech občanů, zejména volební právo. Ve vedení nové organizace byly takové významné aktivistky jako Lucretia Mott, Lucy Stone a Frederick Douglass.
Snaha AERA o všeobecné volební právo narazila na odpor některých abolicionistických vůdců a jejich spojenců v Republikánské straně. V době před shromážděním, kde měla být v roce 1867 revidována ústava státu New York, řekl Horace Greeley, významný novinový redaktor, Anthony a Stanton: „Toto je kritické období pro Republikánskou stranu a život našeho národa…Volební právo je pro nás důležité. Vyzývám vás, abyste si uvědomili, že je to 'hodina černocha', a vaší první povinností je nyní projít celý stát a obhájit jeho nároky.“ Abolicionističtí vůdci Wendell Phillips a Theodore Tilton se s Anthony a Stanton setkali v kanceláři předních abolicionistických novin National Anti-Slavery Standard. Oba muži se snažili ženy přesvědčit, že ještě nenastal čas pro volební právo žen, že by neměly vést kampaň za volební právo pro ženy i černochy v revidované státní ústavě, ale za volební právo pouze pro černochy. Podle Idy Husted Harper byla Anthony velmi rozhořčena a prohlásila, „že by si raději usekla pravou ruku, než aby žádala o volební právo pro černého muže, a ne pro ženu.“ Společně se Stanton nadále usilovaly o zahrnutí volebního práva jak pro černochy, tak pro ženy.
V roce 1867 vedla AERA v Kansasu kampaň za referenda, která by černochům a ženám umožnila získat občanská práva. Wendell Phillips, který byl proti směšování těchto dvou cílů, zablokoval financování, které AERA na svou kampaň očekávala. Po vnitřním boji se kansasští republikáni rozhodli podpořit volební právo pouze pro černochy a vytvořili „Výbor proti ženskému volebnímu právu“, aby se postavili proti snahám AERA. Koncem léta se kampaň AERA téměř zhroutila a její finance byly vyčerpány. Anthony a Stanton vyvolaly bouři kontroverze tím, že v posledních dnech kampaně přijaly pomoc od George Francise Traina, bohatého podnikatele, který podporoval práva žen. Train si znepřátelil mnoho aktivistů tím, že útočil na Republikánskou stranu a otevřeně znevažoval čestnost a inteligenci černochů. Existuje však důvod se domnívat, že Anthony a Stanton doufaly, že odlákají prchlivého Traina od jeho hrubých forem rasismu, což se skutečně začalo dařit.
Po kansaské kampani se AERA stále více rozdělovala na dvě křídla, obě prosazující všeobecné volební právo, ale s odlišnými přístupy. Jedno křídlo, jehož vůdčí osobností byla Lucy Stone, bylo ochotno, aby volebního práva dosáhli nejprve černoši, a chtělo udržovat úzké vazby s Republikánskou stranou a abolicionistickým hnutím. Druhé, jehož vůdčími osobnostmi byly Anthony a Stanton, trvalo na tom, aby ženy a černí muži získali volební právo současně, a usilovalo o politicky nezávislé ženské hnutí, které by již nebylo závislé na abolicionistech. AERA se po ostrém jednání v květnu 1869 fakticky rozpadla a po něm vznikly dvě konkurenční organizace pro volební právo žen.

### The Revolution

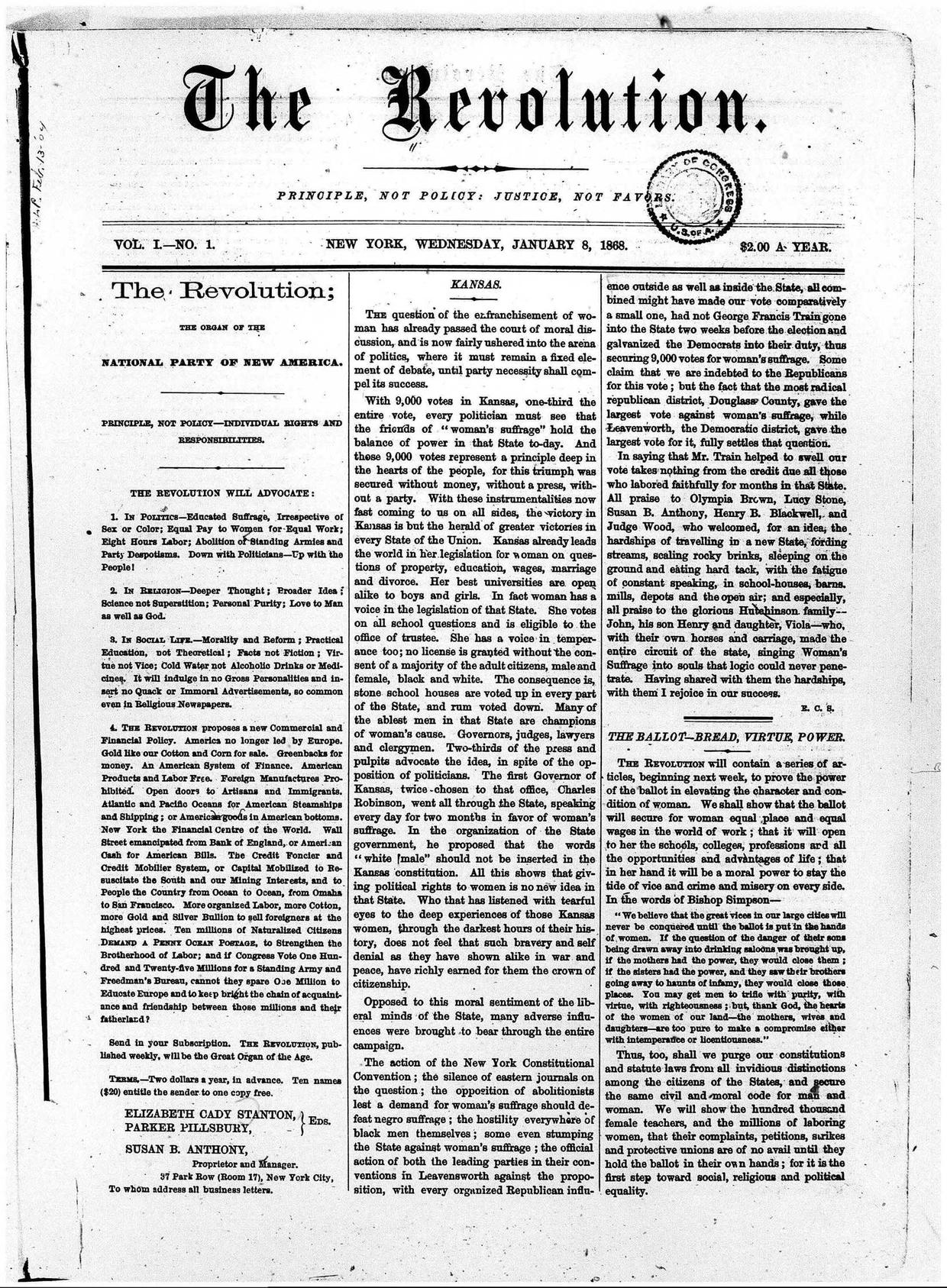
První vydání The Rrevolution 8. ledna 1868

Susan Anthony a Elizabeth Stanton začaly v roce 1868 v New Yorku vydávat týdeník The Revolution. Zaměřovaly se především na ženská práva, zejména na volební právo žen, ale věnovaly se i dalším tématům, včetně politiky, dělnického hnutí a financí. Jeho mottem bylo: „Muži, jejich práva a nic víc: ženy, jejich práva a nic méně.“ Jedním z jeho cílů bylo poskytnout fórum, na němž by si ženy mohly vyměňovat názory na klíčové otázky z různých úhlů pohledu. Anthony řídila obchodní aspekty novin, zatímco Stanton byla spoluredaktorkou Parkera Pillsburyho, abolicionisty a zastáncem ženských práv. Počáteční financování poskytl George Francis Train, kontroverzní podnikatel, který podporoval práva žen, ale který si mnohé aktivistky znepřátelil svými politickými a rasovými názory.
Po občanské válce se hlavní periodika spojená s radikálními sociálními reformními hnutími buď stala konzervativnějšími, nebo přestala vydávat. Anthony zamýšlela, že The Revolution částečně zaplní tuto mezeru, a doufala, že se nakonec rozroste v deník s vlastní tiskárnou, který budou vlastnit a provozovat ženy. Finanční prostředky, které Train pro noviny zajistil, však byly menší, než Anthony očekávala. Train navíc po vydání prvního čísla odjel do Anglie a brzy byl uvězněn za podporu irské nezávislosti.
Trainova finanční podpora nakonec zcela zmizela. Po 29 měsících donutily rostoucí dluhy Anthony převést noviny na Lauru Curtis Bullard, bohatou aktivistku za práva žen, která jim dodala méně radikální tón. Poslední číslo novin vyšlo o necelé dva roky později. Navzdory krátkému životu poskytl The Revolution Anthony a Stanton prostředek k vyjádření jejich názorů během rozvíjejícího se rozkolu v ženském hnutí. Pomohl jim také propagovat jejich křídlo hnutí, které se nakonec stalo samostatnou organizací.

### Pokus o spojenectví s dělníky
Národní odborová unie (National Labor Union, NLU), která vznikla v roce 1866, začala oslovovat farmáře, černochy a ženy s úmyslem vytvořit politickou stranu se širokou základnou. The Revolution reagoval nadšeně s prohlášení: „Zásady Národní odborové unie jsou našimi zásadami.“ Předpovídal, že „producenti – pracující muži, ženy a černoši – jsou předurčeni vytvořit trojí sílu, která rychle vyrve žezlo vlády z rukou neproducentů – pozemkových monopolistů, držitelů dluhopisů a politiků.“ Anthony a Stanton zasedly jako delegátky na kongresu NLU v roce 1868, přičemž Anthony zastupovala Sdružení pracujících žen (Working Women's Association, WWA), které krátce předtím vzniklo v kancelářích The Revolution.
Pokus o spojenectví neměl dlouhého trvání. Během stávky tiskařů v roce 1869 vyjádřila Anthony souhlas se zaměstnavatelem sponzorovaným vzdělávacím programem, který by ženy naučil dovednostem, jež by jim v podstatě umožnily nahradit stávkující. Anthony považovala tento program za příležitost ke zvýšení zaměstnanosti žen v oboru, z něhož byly ženy často vyloučeny jak zaměstnavateli, tak odbory. Na dalším kongresu NLU byla Anthony nejprve dosazena jako delegátka, ale poté byla uvolněna z funkce kvůli silnému odporu těch, kteří ji obviňovali z podpory stávkokazů.
Anthony spolupracovala s WWA na vytvoření čistě ženských odborů, ale s malým úspěchem. Většího úspěchu dosáhla při společné kampani WWA a The Revolution za získání milosti pro Hester Vaughn, služku v domácnosti, která byla shledána vinnou z vraždy dítěte a odsouzena k trestu smrti. WWA obviňovala sociální a právní systém z nespravedlivého zacházení se ženami, sepsala petici, zorganizovala masové shromáždění, na němž byla Anthony jedním z řečníků. Také vyslala delegace, aby Vaughn navštívily ve vězení a promluvily s guvernérem. Hester Vaughn byla nakonec omilostněna.

Původně měla WWA více než sto členek, které pracovaly za mzdy, ale postupem času se z ní stala organizace složená téměř výhradně z novinářek, lékařek a dalších pracujících žen ze střední třídy. Její členky tvořily jádro newyorské části nové národní organizace pro volební právo, kterou Anthony a Stanton právě zakládaly.

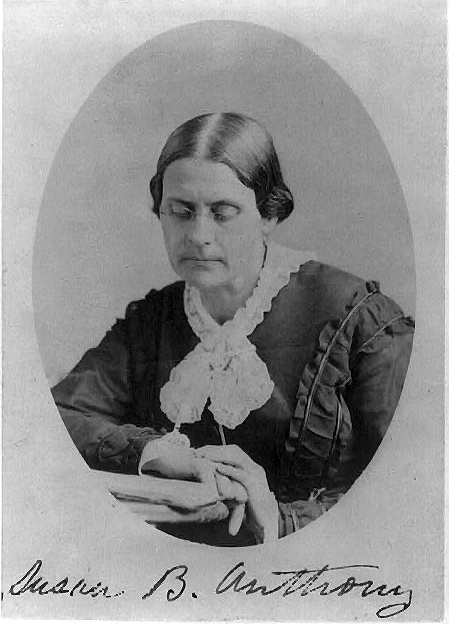
Susan B. Anthony (1870)

### Rozdělení ženského hnutí
V květnu 1869, dva dny po závěrečném sjezdu AERA, Anthony, Stanton a další, založily Národní asociaci pro ženská práva (National Woman Suffrage Association, NWSA). V listopadu 1869 Lucy Stone, Julia Ward Howe a další založily konkurenční Americkou národní společnost za volební právo žen (American Woman Suffrage Association, AWSA). Nepřátelská povaha jejich soupeření vytvořila stranickou atmosféru, která přetrvala celá desetiletí a ovlivnila i profesionální historiky ženského hnutí.
Bezprostřední příčinou rozkolu byl navrhovaný patnáctý dodatek k americké ústavě, který by zakazoval odepření volebního práva z důvodu rasy. V jednom ze svých nejkontroverznějších počinů vedla Anthony kampaň proti tomuto dodatku. Spolu se Stanton vyzývala k tomu, aby ženy a černoši získali volební právo současně. Tvrdily, že tím, že dodatek fakticky umožní volební právo všem mužům a zároveň vyloučí všechny ženy, vytvoří „aristokracii pohlaví“, protože dá ústavní autoritu myšlence, že muži jsou nadřazeni ženám. V roce 1873 Anthony řekla: „Oligarchie bohatství, kde bohatí vládnou chudým, oligarchie vzdělanosti, kde vzdělaní vládnou nevzdělaným, nebo dokonce oligarchie rasy, kde Sas vládne Afričanovi, by se dala vydržet, ale tato oligarchie pohlaví, která dělá z mužů v každé domácnosti panovníky, pány, z žen poddané, otrokyně, a vnáší neshody, vzpoury do všech domovů národa, se jistě nedá vydržet.“
AWSA dodatek podpořila, ale Lucy Stone, která se stala její nejvýznamnější vůdkyní, také dala najevo, že podle jejího názoru by volební právo pro ženy bylo pro zemi přínosnější než volební právo pro černochy (muže).
Mezi oběma organizacemi byly i další rozdíly. NWSA byla politicky nezávislá, ale AWSA se alespoň zpočátku snažila o úzké vazby s Republikánskou stranou v naději, že ratifikace patnáctého dodatku povede k republikánskému prosazení volebního práva žen. NWSA se zaměřila především na získání volebního práva na celostátní úrovni, zatímco AWSA sledovala strategii pro jednotlivé státy. NWSA se zpočátku zabývala širší škálou ženských otázek než AWSA, včetně rozvodové reformy a rovného odměňování žen.
Nové události brzy odstranily velkou část základů rozkolu v ženském hnutí. V roce 1870 se debata o patnáctém dodatku stala bezpředmětnou, když byl tento dodatek oficiálně ratifikován. V roce 1872 vedlo znechucení z korupce ve vládě k masovému přeběhnutí abolicionistů a dalších sociálních reformátorů od republikánů ke krátce existující Liberální republikánské straně. Již v roce 1875 začala Anthony naléhat na NWSA, aby se zaměřila výhradně na volební právo žen, nikoli na různé ženské otázky. Rivalita mezi oběma ženskými skupinami však byla natolik ostrá, že se ukázalo, že sloučení nebylo možné po celých dvacet let. AWSA, která byla silná zejména v Nové Anglii, byla větší z obou organizací, ale v 80. letech 19. století začala její síla klesat. V roce 1890 se obě organizace sloučily jako Národní americká společnost za volební právo žen (National American Woman Suffrage Association, NAWSA), jejíž předsedkyní byla Stanton, ale jejímž faktickým vůdcem byla Anthony. Když Stanton v roce 1892 odešla z funkce, stala se Anthony prezidentkou NAWSA.

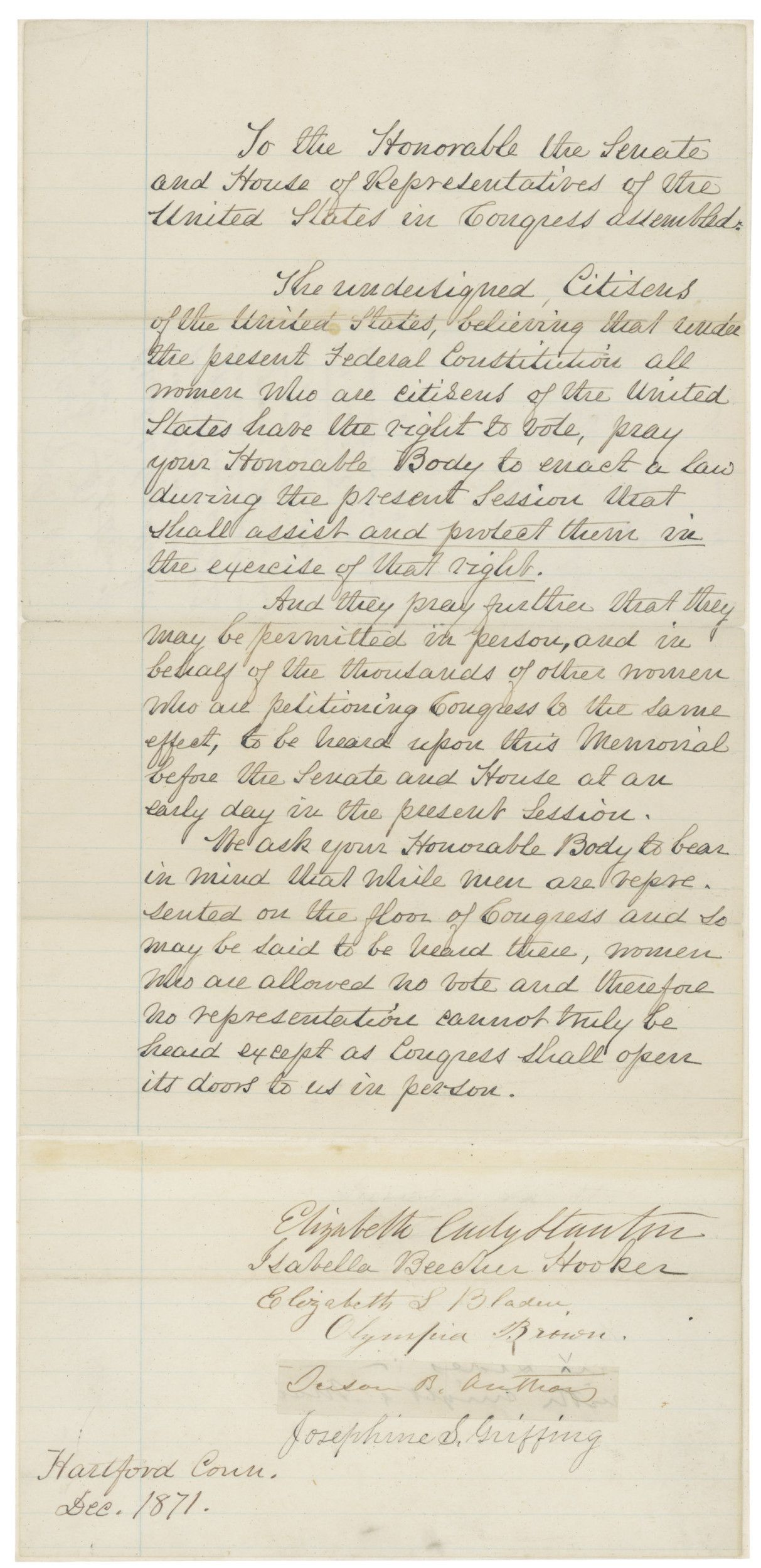
Dopis od Susan Anthony americkému kongresu za podporu volebního práva žen (1871)

### Národní hnutí za volební právo
„Na konci občanské války,“ jak uvádí historička Ann D. Gordon, „Susan B. Anthony zaujímala nové společenské a politické území. Objevovala se na národní scéně jako ženská vůdkyně, což bylo v amerických dějinách něco nového, a činila tak jako svobodná žena v kultuře, která vnímala starou pannu jako anomální a nestřeženou … V 80. letech 19. století už patřila k vrcholným politickým osobnostem Spojených států.“
Po založení NWSA se plně věnovala této organizaci a volebnímu právu žen. Nepobírala plat ani od ní, ani od její nástupkyně NAWSA, ale naopak ze svých honorářů za přednášky tyto organizace financovala. Žádná národní kancelář neexistovala, korespondenční adresa byla pouze adresou jednoho z funkcionářů.
To, že zůstala svobodná, jí v této práci poskytlo důležitou obchodní výhodu. Vdaná žena měla v té době právní status feme covert (právní existence vdané ženy byla považována za sloučenou s existencí jejího manžela, takže neměla žádnou vlastní nezávislou právní existenci), což ji mimo jiné vylučovalo z podepisování smluv (to za ni mohl udělat její manžel, pokud se tak rozhodl). Protože Susan neměla manžela, byla feme sole a mohla volně podepisovat smlouvy na kongresové sály, tiskoviny atd. Z honorářů, které si vydělala přednáškami, splácela dluhy, které nashromáždila při podpoře The Revolution. Díky tomu, že ji tisk považoval za celebritu, přitahovala velkou pozornost. Odhadovala, že během své kariéry měla v průměru 75–100 projevů ročně. Cestovní podmínky bývaly někdy otřesné. Jednou přednesla projev z vrcholu kulečníkového stolu. Jindy její vlak uvízl na několik dní ve sněhu a ona přežívala na sucharech a sušených rybách.
Susan Anthony i Elizabeth Stanton se kolem roku 1870 zapojily do přednáškové činnosti a obvykle cestovaly od poloviny podzimu do jara. Načasování bylo správné, protože národ začínal diskutovat o volebním právu žen jako o vážné záležitosti. Občas cestovaly společně, ale většinou ne. Přednáškové kanceláře plánovaly jejich cesty a zajišťovaly cestovní záležitosti, které obvykle zahrnovaly cestování přes den a noční přednášky, někdy i několik týdnů v kuse, včetně víkendů. Jejich přednášky přivedly do hnutí nové rekruty, kteří posílili organizaci pro volební právo na místní, státní i celostátní úrovni. Jejich cesty během tohoto desetiletí překonaly vzdálenost, která neměla obdoby u žádného jiného reformátora nebo politika. Další práce Susan Anthony v oblasti volebního práva zahrnovala organizaci národních sjezdů, lobbování v Kongresu a státních zákonodárných sborech a účast na zdánlivě nekonečné řadě státních volebních kampaní.
Zvláštní příležitost se naskytla v roce 1876, kdy Spojené státy slavily sté narozeniny jako nezávislý stát. NWSA požádala o povolení přednést na slavnostním ceremoniálu ve Filadelfii Deklaraci práv žen, ale byla odmítnuta. Pět žen v čele s Anthony neohroženě vstoupilo během slavnostního ceremoniálu na pódium a předalo deklaraci překvapenému odpovědnému úředníkovi. Když odcházely, rozdávaly její kopie davu. Anthony si všimla volné tribuny před sálem, vylezla na ni a přečetla Deklaraci početnému davu. Poté všechny pozvala na sjezd NWSA do nedalekého unitářského kostela, kde na ně čekali řečníci jako Lucretia Mott a Elizabeth Cady Stanton.
Práce všech složek hnutí za volební právo žen začala přinášet jasné výsledky. V roce 1869 získaly ženy volební právo ve Wyomingu a v roce 1870 v Utahu. Její přednášky ve Washingtonu a dalších čtyřech státech vedly přímo k pozvání, aby vystoupila v tamních státních zákonodárných sborech.
The Grange, velká skupina podporující zemědělce, oficiálně podpořila volební právo žen již v roce 1885. Volební právo podporoval také Ženský křesťanský svaz za střídmost (Woman's Christian Temperance Union, WCTU), největší ženská organizace v zemi.
Anthony se díky svému nasazení pro hnutí, spartánskému životnímu stylu a skutečnosti, že neusilovala o osobní finanční prospěch, stala účinnou sběratelkou finančních prostředků a získala si obdiv mnoha lidí, kteří s jejími cíli nesouhlasili. S tím, jak rostla její pověst, se zlepšovaly i její pracovní a cestovní podmínky. Někdy měla k dispozici soukromý železniční vůz Jane Stanford, sympatizantky, jejíž manžel vlastnil významnou železniční společnost. Při lobbování a přípravách na každoroční sjezdy o volebním právu ve Washingtonu jí bylo zdarma poskytnuto apartmá v hotelu Riggs, jehož majitelé její práci podporovali.
Aby zajistila kontinuitu, vyškolila skupinu mladších aktivistek, které byly známé jako její „neteře“, aby převzaly vedoucí role v organizaci. Dvě z nich, Carrie Chapman Catt a Anna Howard Shaw, zastávaly funkci prezidentek NAWSA poté, co Anthony odešla do důchodu.

#### Spojené státy vs. Susan B. Anthony

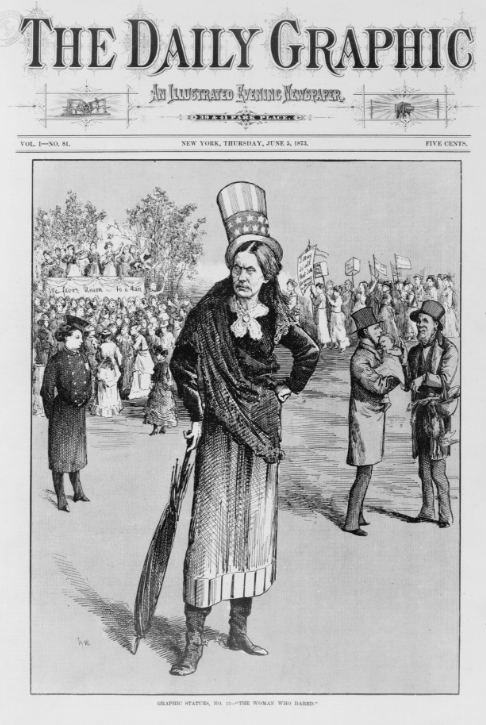
Karikatura Susan B. Anthony na titulní straně časopisu New York Daily Graphic, která vyšla před jejím soudním procesem.

Sjezd NWSA v roce 1871 přijal strategii vyzývající ženy, aby se pokusily volit, a poté, co budou odmítnuty, aby podaly žaloby u federálních soudů a napadly zákony, které ženám brání volit. Právním základem pro napadení měl být nedávno přijatý čtrnáctý dodatek, jehož část zní: „Žádný stát nesmí vydávat ani prosazovat žádný zákon, který by omezoval výsady nebo imunity občanů Spojených států.”
Po vzoru Anthony a jejích sester se krátce před volebním dnem zaregistrovalo k volbám v roce 1872 v Rochesteru téměř padesát žen. V den voleb Anthony a dalších čtrnáct žen z jejího okrsku přesvědčily volební inspektory, aby jim umožnili volit, ale ženy z jiných okrsků byly odmítnuty. Dne 18. listopadu 1872 byla Anthony zatčena zástupcem šerifa a obviněna z nezákonného hlasování. Ostatní ženy, které volily, byly rovněž zatčeny, ale poté byly propuštěny, až do výsledku procesu s Anthony. Proces vyvolal celonárodní kontroverzi a stal se významným krokem v přechodu širšího hnutí za práva žen v hnutí za volební právo žen.
Anthony mluvila po celém okrese Monroe ve státě New York, kde se měl konat její soudní proces a odkud měli být vybráni porotci pro její proces. Její projev nesl název „Je zločin, když občan USA volí?”. Řekla: „Už nežádáme zákonodárce ani Kongres, aby nám dali volební právo. Vyzýváme ženy na celém světě, aby uplatnily své příliš dlouho opomíjené 'občanské právo volit'.” Americký prokurátor zařídil, aby byl proces přesunut k federálnímu obvodnímu soudu, který měl brzy zasedat v sousedním okrese Ontario a porota měla být sestavena z obyvatel tohoto okresu. Anthony reagovala tím, že před zahájením procesu promluvila i v tomto okrese. Odpovědnost za tento federální obvod nesl soudce Ward Hunt, který byl krátce předtím jmenován členem Nejvyššího soudu USA. Hunt nikdy nepůsobil jako soudce. Původně byl politikem a svou soudcovskou kariéru zahájil zvolením do newyorského odvolacího soudu.

Soudní proces, Spojené státy vs. Susan B. Anthony, začal 17. června 1873 a byl pozorně sledován celostátním tiskem. V souladu s pravidlem tehdejšího zvykového práva, které bránilo obžalovaným z trestných činů u federálních soudů vypovídat, Hunt odmítl Anthony umožnit promluvit, dokud nebyl vynesen rozsudek. Druhý den procesu, poté co obě strany přednesly své případy, soudce Hunt přednesl své obsáhlé stanovisko, které nechal sepsat. V nejkontroverznějším aspektu procesu Hunt nařídil porotě, aby vynesla rozsudek o vině. Druhý den procesu se Hunt zeptal Anthony, zda chce něco říci. Odpověděla „nejslavnějším projevem v dějinách agitace za volební právo žen” jak uvádí historička ženského hnutí Ann D. Gordon. Opakovaně ignorovala soudcův příkaz, aby přestala mluvit a posadila se, a protestovala proti tomu, co nazvala „povýšeným urážením mých občanských práv”, řekla: „Pošlapali jste všechny důležité zásady naší vlády. Má přirozená práva, má občanská práva, má politická práva, má soudní práva, všechna jsou stejně ignorována.” Soudci Huntovi vyčetla, že jí odepřel soudní proces před porotou, ale řekla, že i kdyby jí dovolil o případu diskutovat, stejně by jí byl odepřen soud před porotou složenou z jejích vrstevnic, protože ženy nesmějí být porotkyněmi.
| „                                                                       | Dnes večer před vámi stojím jako odsouzený zločinec... odsouzený soudcem Nejvyššího soudu... a odsouzený k zaplacení pokuty 100 dolarů a nákladů řízení. Za co? Za to, že jsem se domáhala svého práva na zastoupení ve vládě, které je založeno na jediné myšlence, a sice na právu každé podřízené osoby se na této vládě podílet. To je výsledek po 100 letech této vlády, že já, rodilá americká občanka, nejsem shledána vinnou ani z šílenství, ani z idiocie, ale ze zločinu – jen proto, že jsem využila našeho volebního práva. | “ |
| — Susan B. Anthony, projev v Union League Club, N.Y., 16. prosince 1873 | |   |

Když soudce Hunt odsoudil Anthony k zaplacení pokuty 100 dolarů (v roce 2021 v přepočtu 2 300 dolarů), odpověděla: „Nikdy nezaplatím ani dolar z vašeho nespravedlivého trestu” a nikdy tak neučinila. Kdyby Hunt nařídil její uvěznění, dokud pokutu nezaplatí, mohla se Anthony obrátit na Nejvyšší soud. Hunt místo toho oznámil, že nenařídí její vzetí do vazby, čímž si tuto právní cestu uzavřel.
Nejvyšší soud USA v roce 1875 ukončil strategii snahy o dosažení volebního práva žen prostřednictvím soudního systému, když v případu Minor vs. Happersett rozhodl, že „ústava Spojených států nikomu volební právo nepřiznává.” NWSA se rozhodla pro mnohem obtížnější strategii, kterou byla kampaň za ústavní dodatek, který by volebního práva pro ženy dosáhl.
Dne 18. srpna 2020 – v den 100. výročí ratifikace 19. dodatku – prezident Donald Trump oznámil, že Susan B. Anthony omilostní, a to 148 let po jejím odsouzení. Ředitelka Národního muzea a domu Susan B. Anthony napsala, že nabídku milosti „odmítá”, protože přijetí milosti by nesprávně „potvrdilo” soudní řízení stejným způsobem, jakým by to učinilo zaplacení pokuty 100 dolarů.

#### History of Woman Suffrage

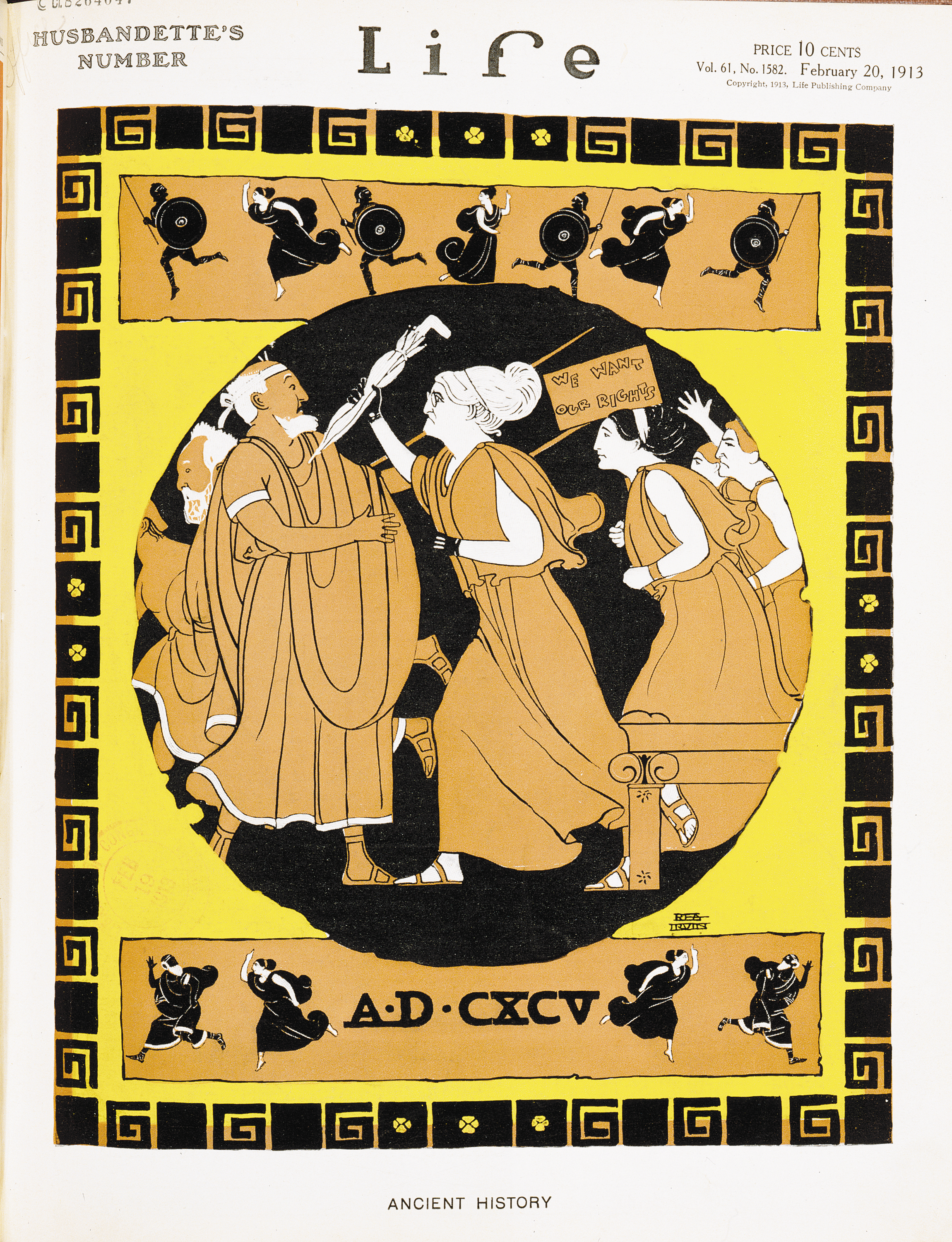
Obálka časopisu Life z roku 1913. Pod názvem „Starověké dějiny” zobrazuje postavu podobnou Susan Anthony v antickém oděvu, která vede protest za práva žen.

Susan Anthony a Elizabeth Stanton v roce 1876 iniciovaly projekt sepsání dějin ženského hnutí za volební právo. Anthony po léta schraňovala dopisy, novinové výstřižky a další materiály, které měly pro ženské hnutí historickou hodnotu. V roce 1876 se přestěhovala do domácnosti Stanton v New Jersey spolu s několika kufry a krabicemi těchto materiálů, aby společně začaly pracovat na knize History of Woman Suffrage (Dějiny ženského volebního práva).
Anthony tento typ práce nesnášela. Ve svých dopisech uváděla, že ji tento projekt „neustále (mě) rozčiluje… Žádný válečný kůň nikdy netoužil po bitevním vřavě víc než já po práci venku. Ráda tvořím dějiny, ale nenávidím jejich psaní.” Tato práce pohltila většinu jejího času na několik let, ačkoli se nadále věnovala jiným aktivitám v oblasti volebního práva žen. Působila jako vlastní nakladatelka, což představovalo několik problémů, včetně hledání prostor pro inventář. Byla nucena omezit počet knih, které skladovala na půdě domu své sestry, protože jejich váha hrozila zhroucením konstrukce.
Původně zamýšlená skromná publikace, kterou by bylo možné rychle vydat, se vyvinula v šestisvazkové dílo o více než 5700 stranách, které vznikalo po dobu 41 let. První tři svazky, které pokrývají hnutí do roku 1885, vyšly v letech 1881–1886 a jejich autorkami byly Elizabeth Stanton, Susan Anthony a Matilda Joslyn Gage. Anthony se starala o detaily výroby a rozsáhlou korespondenci s přispěvateli. V roce 1902, po smrti Stanton, s pomocí Idy Husted Harper vydala čtvrtý svazek, který zahrnuje období od roku 1883 do roku 1900. Poslední dva svazky, které přibližují historii až do roku 1920, dokončila Harper po její smrti v roce 1922.
Kniha History of Woman Suffrage zachovává obrovské množství materiálu, který mohl být navždy ztracen. Napsaly ji vůdkyně jednoho křídla rozděleného ženského hnutí (Lucy Stone, jejich hlavní soupeřka, odmítla mít s projektem cokoli společného), nicméně nepodává vyvážený pohled na události, pokud jde o jejich soupeřky. Přeceňuje roli Anthony a Stanton a podceňuje nebo ignoruje roli Stone a dalších aktivistek, které nezapadaly do historického narativu, který Anthonya Stanton vytvořily. Protože byla po léta hlavním zdrojem dokumentace o hnutí za volební právo, museli historici odhalit další prameny, aby poskytli vyváženější pohled.

### Mezinárodní ženské organizace

#### Mezinárodní rada žen
V roce 1883 Anthony odcestovala na devítiměsíční pobyt do Evropy, kde se spojila se se Stanton, která přijela o několik měsíců dříve. Společně se setkaly s vedoucími představitelkami evropských ženských hnutí a zahájily proces vytváření mezinárodní ženské organizace, jejíž zakládající zasedání souhlasila uspořádat Americká národní společnost za volební právo žen (NWSA). O přípravné práce se starala především Anthony a dvě její mladší kolegyně z NWSA, Rachel Foster Avery a May Wright Sewall. V roce 1888 se ve Washingtonu sešli delegátky z padesáti tří ženských organizací z devíti zemí, aby založily nové sdružení, které dostalo název Mezinárodní rada žen (International Council of Women, ICW). Delegátky zastupovaly nejrůznější organizace, včetně sdružení pro volební právo, profesních skupin, literárních klubů, protialkoholních svazů, odborových lig a misionářských společností. Zasedání se zúčastnila i Americká národní společnost za volební právo žen (AWSA), která byla po léta konkurentem NWSA. Anthony zahájila první zasedání ICW a předsedal většině akcí.
ICW vzbuzovala respekt na nejvyšších místech. Prezident Cleveland a jeho manželka Frances Cleveland, sponzorovali recepci v Bílém domě pro delegátky zakládajícího zasedání ICW. Druhé zasedání ICW byl nedílnou součástí světové výstavy v roce 1893. Na třetím zasedání ICW v Londýně v roce 1899 se na pozvání královny Viktorie konala recepce na hradě Windsor. Na čtvrtém zasedání v Berlíně v roce 1904 přijala vedoucí představitele ICW ve svém paláci německá císařovna Augusta Viktorie. Susan Anthony hrála při všech čtyřech příležitostech významnou roli.
Mezinárodní rada žen (ICW) je stále aktivní a je spojena s Organizací spojených národů.

#### Světový kongres reprezentativních žen

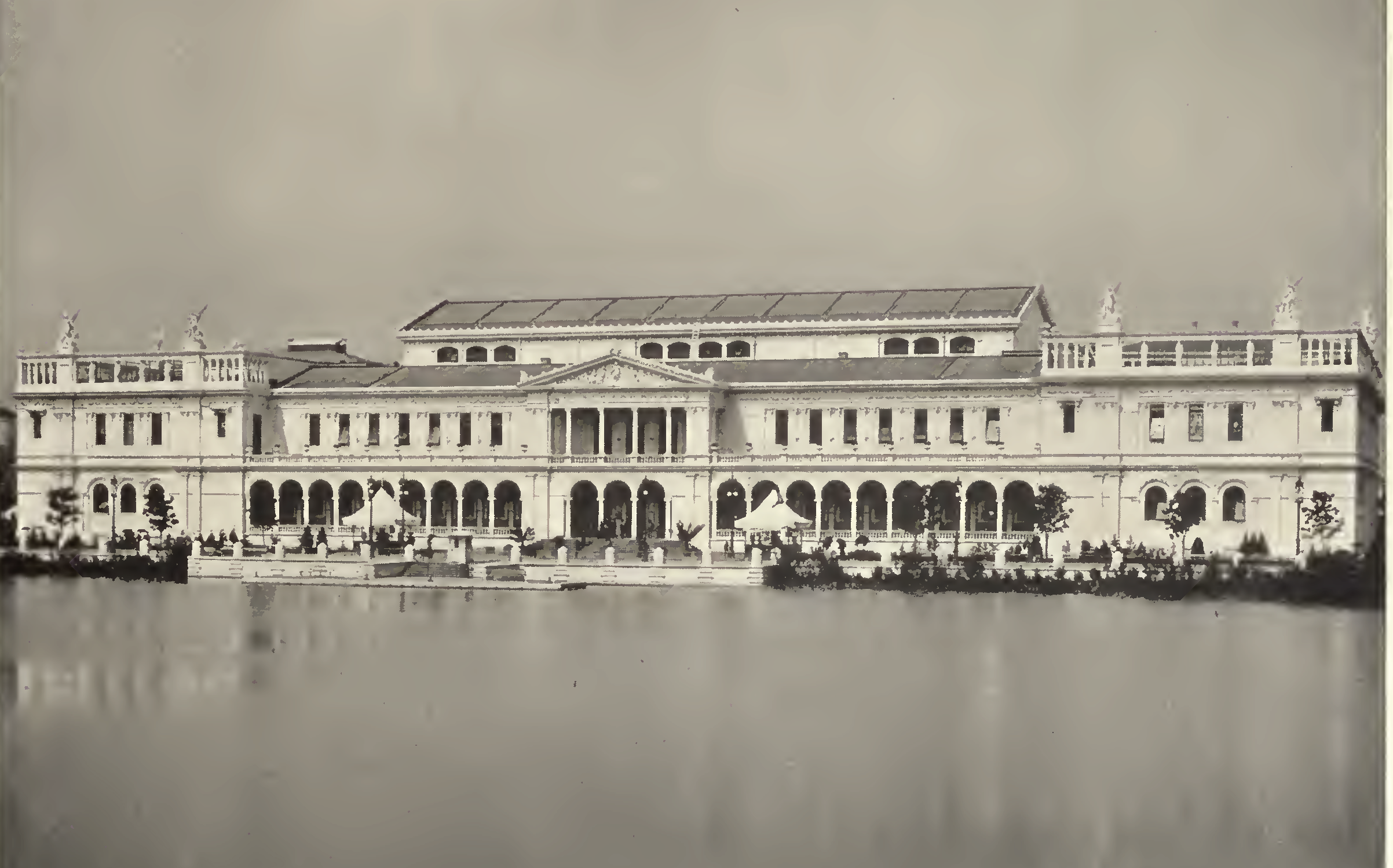
Ženská budova na světové výstavě 1893 od architektky Sophie Hayden

Na světové výstavě v roce 1893 v Chicagu se konalo několik světových kongresů, z nichž každý se zabýval specializovaným tématem, například náboženstvím, medicínou a vědou. Téměř na poslední chvíli Kongres USA rozhodl, že by výstava měla uznat také roli žen. Po jejím skončení jedna z organizátorek kongresu žen na výstavě prozradila, že Anthony sehrála v tomto rozhodnutí na poslední chvíli klíčovou, ale skrytou roli. Ta se obávala, že veřejná kampaň vyvolá odpor, a proto v tichosti pracovala na organizování podpory projektu mezi ženami z politické elity. Zvýšila tlak tím, že tajně iniciovala petici, kterou podepsaly manželky a dcery soudců Nejvyššího soudu, senátorů, členů vlády a dalších hodnostářů.
Na výstavě byla postavena velká stavba nazvaná Ženská budova, kterou navrhla Sophia Hayden, aby poskytla ženám na výstavě prostory pro setkávání a výstavy. Organizací ženského kongresu byly pověřeny dvě nejbližší spolupracovnice Anthony. Zařídily, aby Mezinárodní rada žen učinila své nadcházející zasedání součástí výstavy tím, že rozšířila jeho působnost a nazvala se Světovým kongresem reprezentativních žen. Na tomto týdenním kongresu zasedaly delegátky z 27 zemí. Jeho 81 zasedání, z nichž mnohá se konala současně, navštívilo více než 150 000 lidí a téměř na každém zasedání se diskutovalo o volebním právu žen. Susan Anthony na výstavě promluvila k velkým davům. Na svou Wild West Show, která se konala hned vedle výstavy, ji jako hosta pozval Buffalo Bill. Když byla show zahájena, přijel na koni přímo k ní a dramaticky ji přivítal. Podle jednoho ze spolupracovníků mu Anthony „v tu chvíli nadšená jako dívka, mávala kapesníkem, zatímco početné publikum, které zachytilo ducha této scény, divoce tleskalo”.

#### Mezinárodní aliance pro ženské volební právo
Poté, co Susan Anthony odešla z funkce předsedkyně Národní americké společnosti za volební právo žen (NAWSA), začala její nástupkyně Carrie Chapman Catt pracovat na založení mezinárodní společnosti pro volební právo žen, což byl jeden ze Susaniných dlouhodobých cílů. Nedalo se očekávat, že by stávající Mezinárodní rada žen podpořila kampaň za volební právo žen, protože šlo o širokou alianci, jejíž konzervativnější členky by byly proti. V roce 1902 zorganizovala Catt ve Washingtonu přípravné setkání, jemuž předsedala Susan Anthony a jehož se zúčastnily delegátky z několika zemí. V roce 1904 vznikla v Berlíně Mezinárodní aliance pro ženské volební právo, kterou organizovala především Catt. Zakládající schůzi předsedala Anthony, která byla prohlášena za čestnou předsedkyni a první členku nové organizace. Podle autorizované životopiskyně Susan Anthony, „žádná událost nepřinesla slečně Anthony tak hluboké uspokojení jako tato”.
Organizace, později přejmenovaná na Mezinárodní alianci žen, je stále aktivní a je přidružena k Organizaci spojených národů.

### Změna ve vztahu s Elizabeth Cady Stanton

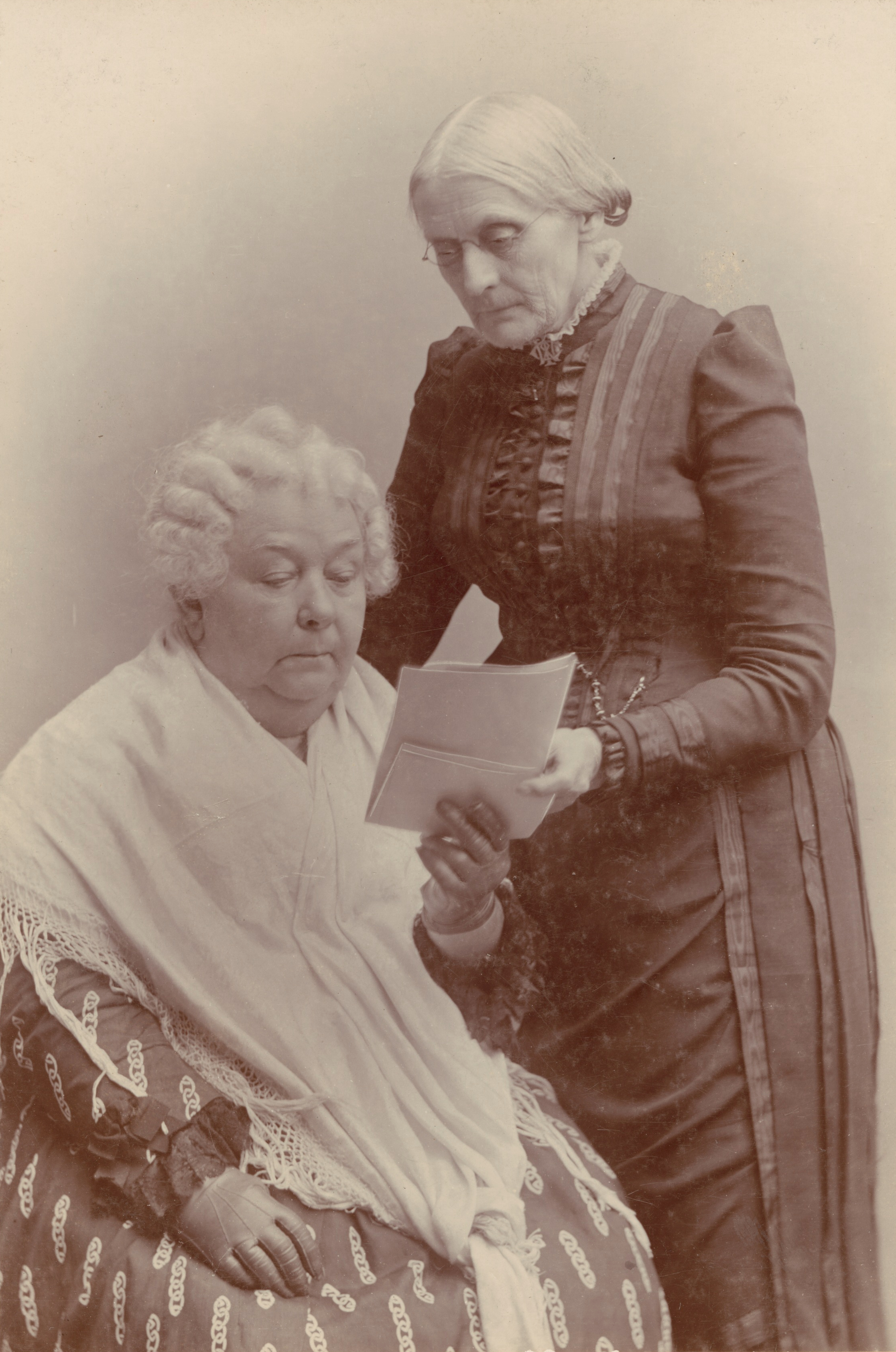
Elizabeth Cady Stanton a Susan B. Anthony

Anthony a Stanton spolu úzce a produktivně spolupracovaly. V letech 1880–1886 spolu téměř denně pracovaly na knize History of Woman Suffrage (Dějiny ženského práva). Navzájem se oslovovaly „Susan” a „paní Stanton”. Anthony se Stanton podřizovala i v jiných ohledech a nepřijala v žádné organizaci funkci, která by ji stavěla do nadřazené pozice. V praxi to zpravidla znamenalo, že Anthony, ačkoli zdánlivě zastávala méně důležitou funkci, obstarávala většinu každodenních činností organizace. Stanton někdy pociťovala tíhu Susanina elánu a odhodlání. Když Stanton v roce 1888 dorazila na důležitou schůzi s ještě nenapsaným projevem, Anthony trvala na tom, aby Stanton zůstala ve svém hotelovém pokoji, dokud ho nenapíše, a postavila před její dveře mladší kolegyni, aby se ujistila, že tak učiní. Na oslavě sedmdesátin Susan Anthony ji Stanton poškádlila slovy: „Nuže, jelikož se předpokládá, že všechny ženy jsou pod palcem nějakého muže, dávám přednost tyranovi vlastního pohlaví, takže nebudu popírat patentovaný fakt své podřízenosti.”
S přibývajícím věkem se jejich zájmy začaly poněkud rozcházet. Jak snaha o získání volebního práva pro ženy nabírala na síle, Anthony začala uzavírat spojenectví s konzervativnějšími skupinami, jako byl Ženský křesťanský svaz za střídmost (WCTU). Takové kroky dráždily Stanton, která řekla: „S přibývajícím věkem jsem stále radikálnější, zatímco ona se zdá být stále konzervativnější.” V roce 1895 Stanton vydala knihu The Woman's Bible (Ženská bible), která napadala užívání Bible k odsouvání žen do podřadného postavení. Stala se velmi kontroverzním bestsellerem. NAWSA odhlasovala, že se od ní distancuje, přestože Anthony důrazně namítala, že takový krok je zbytečný a škodlivý. I přesto Anthony odmítla pomáhat s přípravou knihy a řekla Stanton: „Vy říkáte, že 'ženy musí být emancipovány od svých pověr, než bude mít zrovnoprávnění nějaký přínos', a já tvrdím pravý opak, že ženy musí být zrovnoprávněny, než budou moci být emancipovány od svých pověr.” Navzdory těmto třenicím byly jejich vztahy nadále blízké. Když Stanton v roce 1902 zemřela, Anthony napsala příteli: „Ach, to strašné ticho! Zdá se nemožné, aby utichl ten hlas, který jsem tak ráda slyšel padesát let. Vždycky jsem měla pocit, že musím na věci znát názor paní Stanton, než budu vědět, na čem sama jsem. Jsem celá bezradná...”.

### Pozdější život

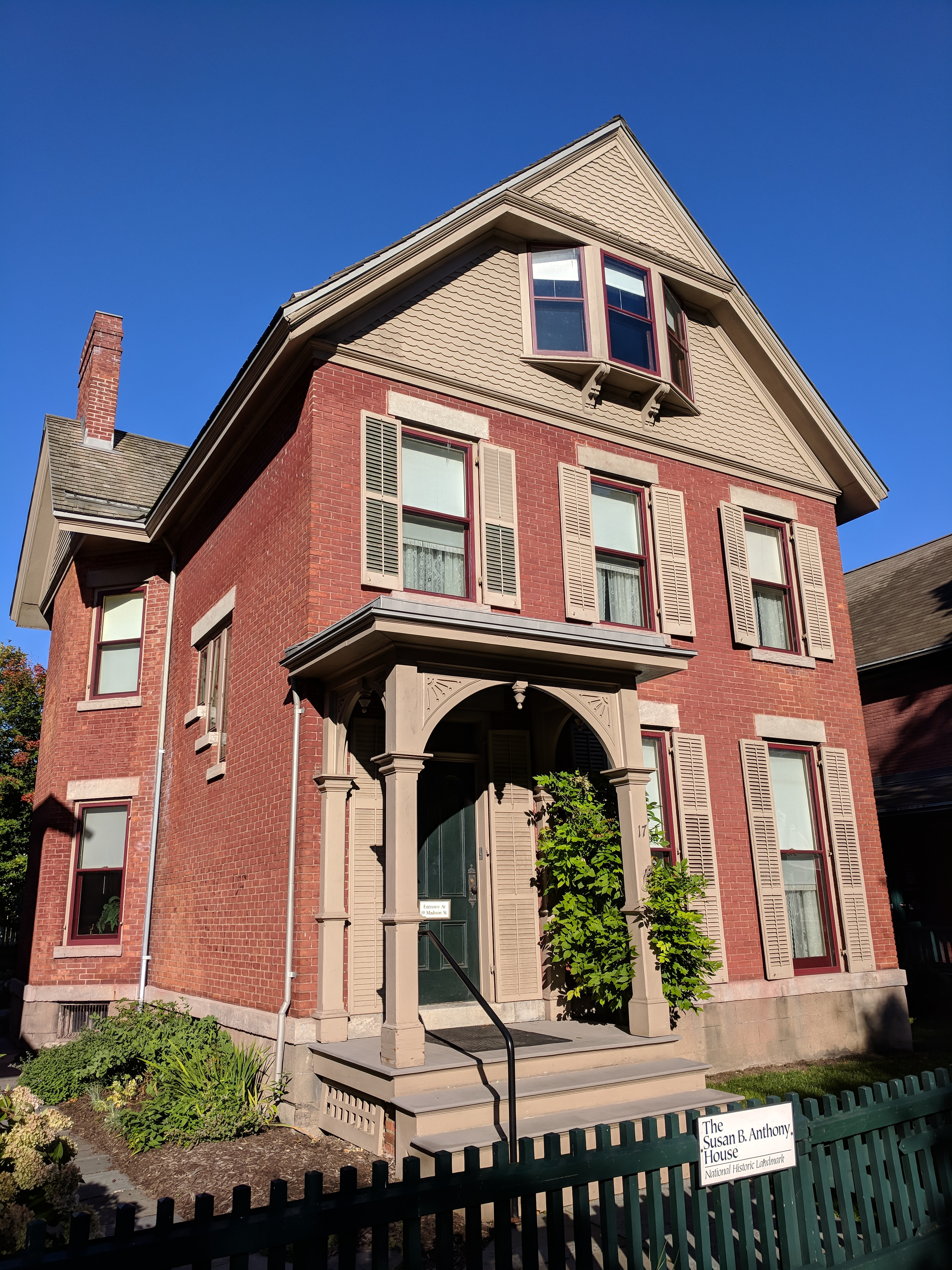
Dům v Rochesteru, kde Susan Anthony žila se svou sestrou (1967)

Po letech života v hotelech a u přátel a příbuzných Anthony souhlasila, že se v roce 1891, ve věku 71 let, usadí v domě své sestry Mary Stafford Anthony v Rochesteru. Její energie a vytrvalost, které někdy vyčerpávaly její spolupracovníky, zůstávaly na pozoruhodné úrovni. V 75 letech procestovala Yosemitský národní park na hřbetě muly.
Zůstala v čele NAWSA a pokračovala v rozsáhlém cestování za volebním právem. Angažovala se také v místních projektech. V roce 1893 iniciovala založení rochesterské pobočky Ženské vzdělávací a průmyslové unie (Women's Educational and Industrial Union) a v roce 1898 svolala schůzku 73 místních ženských spolků, na níž vznikla Rochesterská ženská rada (Rochester Council of Women). Sehrála klíčovou roli při shánění finančních prostředků, které Rochesterská univerzita požadovala před přijetím studentek, a přislíbila svou životní pojistku, aby pokryla poslední finanční mezeru.
V roce 1896 strávila osm měsíců kampaní za volební právo žen v Kalifornii, kde mluvila až třikrát denně ve více než 30 lokalitách. V roce 1900 předsedala svému poslednímu sjezdu NAWSA. Během zbývajících šesti let svého života Anthony promluvila na dalších šesti sjezdech NAWSA a čtyřech slyšeních v Kongresu, dokončila čtvrtý svazek History of Woman Suffrage (Dějiny ženského volebního práva) a procestovala osmnáct států a Evropu. Jak rostla její sláva, někteří politici (rozhodně ne všichni) byli rádi, že jsou s ní veřejně spojováni. Její sedmdesáté narozeniny byly oslaveny na celonárodní akci ve Washingtonu za účasti významných členů Sněmovny reprezentantů a Senátu. Její osmdesáté narozeniny byly oslaveny v Bílém domě na pozvání prezidenta Williama McKinleyho.

## Smrt a odkaz
Susan B. Anthony zemřela ve věku 86 let na selhání srdce a zápal plic ve svém domě v Rochesteru 13. března 1906.Byla pohřbena na hřbitově Mount Hope Cemetery v Rochesteru. Na oslavě svých narozenin ve Washingtonu, D.C., o několik dní dříve, hovořila o těch, kteří s ní pracovali v boji za práva žen: „Byly i jiné, stejně opravdové a oddané věci – kéž bych mohla jmenovat všechny – ale s takovými ženami, které zasvětily svůj život, je neúspěch nemožný!“ „Neúspěch je nemožný“ se rychle stalo heslem ženského hnutí.
Anthony se nedožila dosažení volebního práva žen na celostátní úrovni, ale přesto vyjádřila hrdost na pokrok, kterého ženské hnutí dosáhlo. V době její smrti dosáhly ženy volebního práva ve Wyomingu, Utahu, Coloradu a Idahu a brzy poté následovalo několik dalších států. Ve většině států byla zavedena zákonná práva pro vdané ženy a většina profesí měla alespoň několik členek. Na vysokých školách a univerzitách studovalo 36 000 žen, zatímco o několik desetiletí dříve jich bylo nula. Dva roky před svou smrtí Anthony prohlásila: „Svět nikdy nebyl svědkem větší revoluce než v oblasti žen během těchto padesáti let.“ Část této revoluce podle Susan spočívala ve způsobu myšlení. V projevu z roku 1889 poznamenala, že ženy byly vždy učeny, že jejich účelem je sloužit mužům, ale „nyní, po 40 letech agitace, začíná převládat myšlenka, že ženy byly stvořeny samy pro sebe, pro své vlastní štěstí a pro blaho světa.“ Susan si byla jistá, že volebního práva žen bude dosaženo, ale zároveň se obávala, že lidé zapomenou, jak obtížné je ho dosáhnout, protože už zapomínají na útrapy nedávné minulosti.
Její smrt byla široce oplakávána. Clara Barton, zakladatelka Amerického červeného kříže, těsně před její smrtí řekla: „Před několika dny mi někdo řekl, že každá žena by měla stát s odhalenou hlavou před Susan B. Anthony. Ano, odpověděla jsem, a každý muž také. … Po celé věky se snažil nést břemeno životních povinností sám… Právě teď je to nové a cizí a muži nedokážou pochopit, co by to znamenalo, ale změna není daleko.“
Eleanor Flexner ve svých dějinách ženského volebního hnutí napsala: „Jestliže Lucretia Mott představovala morální sílu hnutí, jestliže Lucy Stone byla jeho nejnadanější řečnicí a paní Stanton jeho nejvýznamnější filozofkou, Susan Anthony byla jeho nesrovnatelnou organizátorkou, která mu dodávala sílu a směr po celé půlstoletí.“

## Názory

### Náboženství
Susan byla vychována jako kvakerka, ale její náboženské dědictví bylo smíšené. Její babička z matčiny strany byla baptistka a dědeček univerzalista. Její otec byl radikální kvaker, který se trápil kvůli omezeními své konzervativnější kongregace. Když se koncem dvacátých let 19. století kvakeři rozdělili na ortodoxní a hicksity, její rodina se postavila na stranu hicksitů, které Susan označila za „radikální stranu, unitáře“.
V roce 1848, tři roky poté, co se rodina Anthonyových přestěhovala do Rochesteru, vystoupila skupina asi 200 kvakerů z hicksitské organizace v západním New Yorku, částečně proto, že chtěli pracovat v sociálním reformním hnutí bez zásahů této organizace. Někteří z nich, včetně rodiny Anthonyových, začali navštěvovat bohoslužby v Prvním unitářském kostele v Rochesteru. Když se Susan B. Anthony v roce 1849 vrátila domů z učitelského povolání, připojila se ke své rodině a navštěvovala tamní bohoslužby, přičemž u rochesterských unitářů zůstala až do konce života. Její smysl pro spiritualitu silně ovlivnil William Henry Channing, celostátně známý duchovní této církve, který jí také pomáhal s několika jejími reformními projekty. Susan Anthony byla uvedena jako členka První unitářské církve v dějinách církve sepsaných v roce 1881.
Susan Anthony, hrdá na své kvakerské kořeny, se však nadále označovala za kvakerku. Zachovala si členství v místní organizaci hicksitů, ale neúčastnila se jejích shromáždění. Vstoupila do organizace Kongregace přátel, kterou vytvořili kvakeři v západním New Yorku po rozkolu mezi tamními kvakery v roce 1848. Tato skupina však brzy přestala fungovat jako náboženský orgán a změnila svůj název na Přátelé lidského pokroku, kteří pořádali výroční setkání na podporu sociální reformy, na nichž byli vítáni všichni, včetně „křesťanů, židů, mahhamedánů a pohanů“. V roce 1857 Susan působila jako tajemnice této skupiny.
V roce 1859, v době, kdy byli rochesterští unitáři vážně poškozeni frakcionářstvím, se Susan neúspěšně pokusila založit „svobodnou církev v Rochesteru … kde by se neměly hlásat žádné doktríny a všichni by měli být vítáni.“ Za vzor si vzala bostonskou církev Theodora Parkera, unitářského duchovního, který pomáhal určovat směr své denominace tím, že odmítal autoritu Bible a platnost zázraků. Susan se později spřátelila s Williamem Channingem Gannettem, který se v roce 1889 stal duchovním unitářské církve v Rochesteru, a s jeho ženou Mary, která pocházela z kvakerského prostředí. William byl celostátním vůdcem úspěšného hnutí uvnitř unitářské denominace, které se snažilo ukončit praxi svazování formálním vyznáním víry a otevřít tak členství nekřesťanům a dokonce nevěřícím, což byl cíl pro tuto denominaci, který se podobal Susaninu cíli pro její navrhovanou Svobodnou církev.
Poté, co Susan omezila své náročné cestování a v roce 1891 se usadila v Rochesteru, obnovila pravidelnou účast v První unitářské a také spolupracovala s Gannettovými na místních reformních projektech. Její sestra Mary Stafford Anthony, jejíž dům poskytoval Susan místo odpočinku během let častého cestování, hrála v této církvi dlouho aktivní roli.
Její první veřejný projev, který pronesla jako mladá žena na shromáždění za zdrženlivost, obsahoval časté zmínky o Bohu. Brzy však zaujala odtažitější postoj. Během svého pobytu v Evropě v roce 1883 pomáhala zoufale chudé irské matce šesti dětí. Poznamenala, že „vše nasvědčuje tomu, že 'Bůh' se chystá přidat k jejímu stádu číslo 7“, a později poznamenala: „Jak strašná bytost musí být jejich Bůh, když jim stále posílá hladová ústa, zatímco jim odpírá chléb, aby je nasytil!“.
Elizabeth Cady Stanton o Anthony prohlásila, že je agnostička, a dodala: „Pro ni je práce uctíváním…. Její víra není ortodoxní, ale je náboženská.“ Sama Susan řekla: „Práce a uctívání jsou pro mě jedno. Nedovedu si představit Boha vesmíru, který by byl šťastný, kdybych padla na kolena a nazvala ho 'velkým'.“ Když byla její sestra Hannah na smrtelné posteli, požádala Susan, aby si s ní promluvila o velkém záhrobí, ale jak Susan později napsala: „Nemohla jsem její víru narušit svými pochybnostmi, ani jsem nemohla předstírat víru, kterou nemám; a tak jsem v hrozné přítomnosti smrti mlčela.“
Když jistá organizace nabídla sponzorování shromáždění za práva žen pod podmínkou, že „žádný řečník neřekne nic, co by vypadalo jako útok na křesťanství“, Susan napsala příteli: „Zajímalo by mě, jestli budou stejně úzkostlivě varovat všechny ostatní řečníky, aby neříkali nic, co by mělo znít jako útok na liberální náboženství. Zdá se, že je nikdy nenapadne, že bychom měli být nějak dotčeni, když musíme sedět pod jejich opakováním ortodoxních žvástů a dogmat.“

### Sňatek
Jako dospívající dívka chodila na večírky, a když byla starší, dostávala nabídky k sňatku, ale neexistuje žádný záznam o tom, že by někdy prožila vážný románek. Susan však milovala děti a pomáhala s výchovou dětí v domácnosti Stantonových. O své neteři napsala: „Milá malá Lucy pohlcuje většinu mého času a myšlenek. Dítě, které člověk miluje, je stálým požehnáním pro duši, ať už pomáhá k dosažení velkých intelektuálních výkonů, nebo ne.“
Jako mladá pracovnice hnutí za práva žen, vyjádřila svou frustraci, když se některé její spolupracovnice začaly vdávat a mít děti, což prudce omezilo jejich možnosti pracovat pro hnutí s nedostatečným počtem zaměstnanců. Když Lucy Stone upustila od svého slibu, že zůstane svobodná, Susaniny káravé poznámky způsobily dočasné přerušení jejich přátelství. Novináři Susan opakovaně žádali, aby vysvětlila, proč se nikdy nevdala. Jednomu z nich odpověděla: „Vždycky se stalo, že muži, které jsem chtěla, byli ti, které jsem nemohla dostat, a ty, kteří mě chtěli, jsem nechtěla já“. Jinému odpověděla: „Nikdy jsem nenašla muže, který by byl nezbytný k mému štěstí. Bylo mi dobře tak, jak jsem byla.“ Třetímu řekla: „Nikdy jsem neměla pocit, že bych se mohla vzdát svého svobodného života a stát se mužovou hospodyní. Když jsem byla mladá, pokud se dívka provdala za chudého, stala se hospodyní a dříčem. Pokud se provdala za boháče, stala se domácím mazlíčkem a panenkou. Jen si pomyslete, že kdybych se vdala ve dvaceti, byla bych po devětapadesát let uklízečkou nebo panenkou. Pomyslete na to!“
Susan se ostře stavěla proti zákonům, které dávaly manželům úplnou kontrolu nad manželstvím. V Blackstonových komentářích, které byly základem právních systémů většiny tehdejších států, se uvádělo, že „v manželství jsou manžel a manželka právně jednou osobou: to znamená, že samotná podstata nebo právní existence ženy je během manželství pozastavena.“
Ve svém projevu v roce 1877 Susan předpověděla „epochu svobodných žen. Pokud ženy nepřijmou manželství s poddanstvím a muži ho nenabídnou bez něj, není a nemůže být jiná možnost. Žena, která se nenechá ovládat, musí žít bez manželství.“

### Potraty
Susan Anthony projevila o téma potratů jen malý zájem. Historička Ann D. Gordon, která vedla projekt Elizabeth Cady Stanton and Susan B. Anthony Papers, jehož cílem bylo shromáždit a zdokumentovat materiály napsané těmito dvěma spolupracovnicemi, uvedla, že Susan Anthony „nikdy nevyjádřila názor na posvátnost života plodu…“ a nikdy nevyjádřila názor na použití státní moci k tomu, aby vyžadovala, aby těhotenství muselo být donošeno. Lynn Sherr, autorka životopisu Susan Anthony, uvedla, že Susan nikdy nevyjádřila své názory na potraty: „Zoufale jsem hledala nějaký důkaz o tom, jaká byla její názorová pozice, a prostě tam nebyl.“ Spor o názory Susan Anthony na potraty se rozvinul po roce 1989, kdy někteří členové hnutí pro-life začali Anthony vykreslovat jako „otevřenou kritičku potratů“ a odvolávali se na různé výroky, které podle nich pronesla. Na základě toho se po ní pojmenovala skupina bojující proti potratům Susan B. Anthony List. Gordon, Sherr a další toto líčení zpochybňovaly s tím, že tyto výroky buď nepronesla Susan Anthony, netýkaly se potratů, nebo byly vytrženy z kontextu.

## Památka Susan B. Anthony
Síň slávy

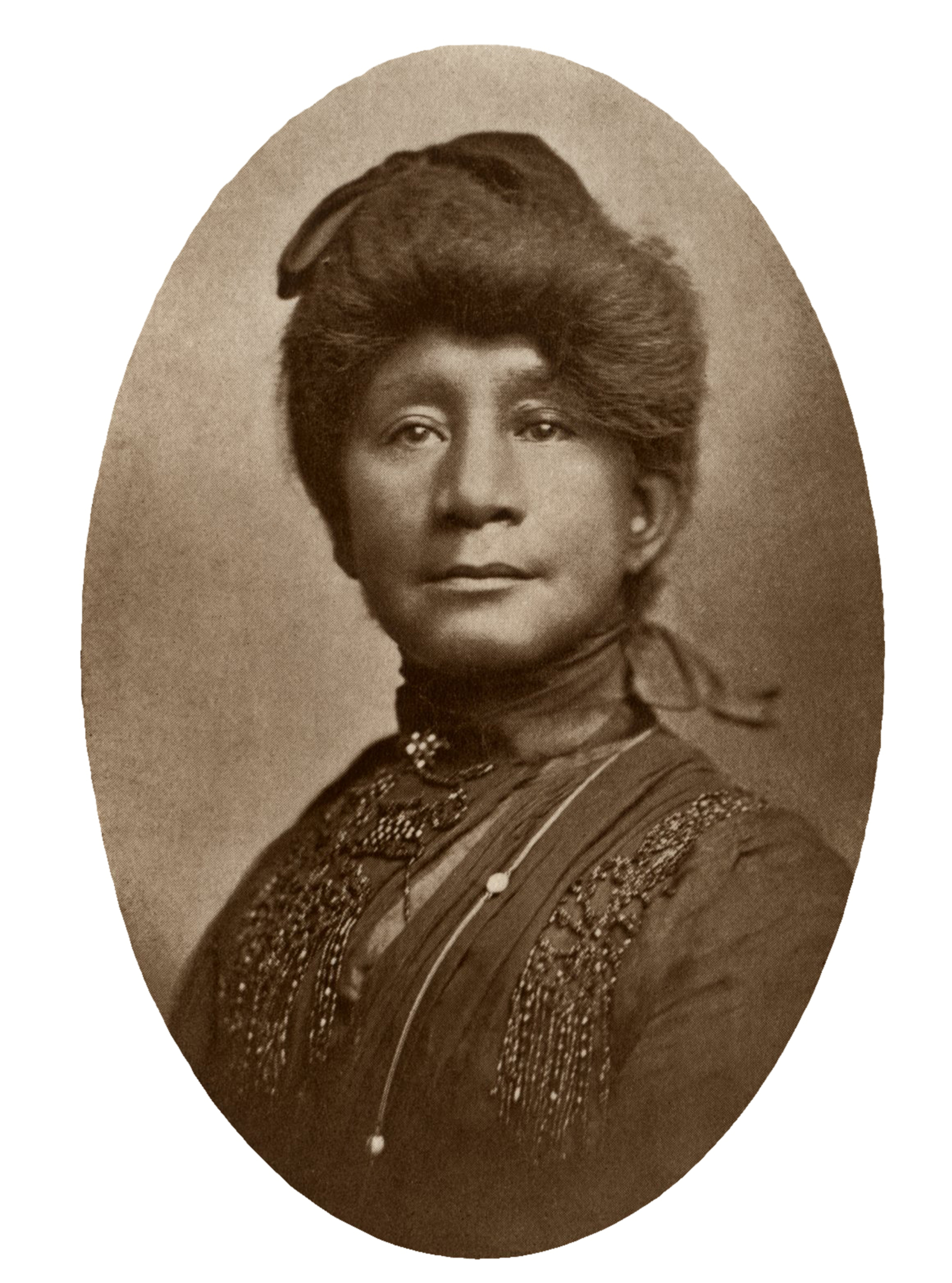
Hester Jeffrey

V roce 1950 byla uvedena do Síně slávy velkých Američanů. V roce 1952 tam byla umístěna její busta, kterou vytvořila sochařka Brenda Putnam.
V roce 1973 byla uvedena do Národní ženské síně slávy.
Umění

Její první památník založili Afroameričané. V roce 1907, rok po její smrti, byla v africkém metodistickém episkopálním kostele Zion v Rochesteru instalována vitráž s jejím portrétem a slovy „Selhání je nemožné”, což byl její citát, který se stal heslem hnutí za volební právo žen. Byl instalován díky úsilí Hester C. Jeffrey, předsedkyně Klubu Susan B. Anthony, organizace afroamerických žen v Rochesteru. Při věnování okna Jeffrey řekla: „Slečna Anthony stála při černoších, když být přítelem barevných, znamenalo téměř smrt.” 

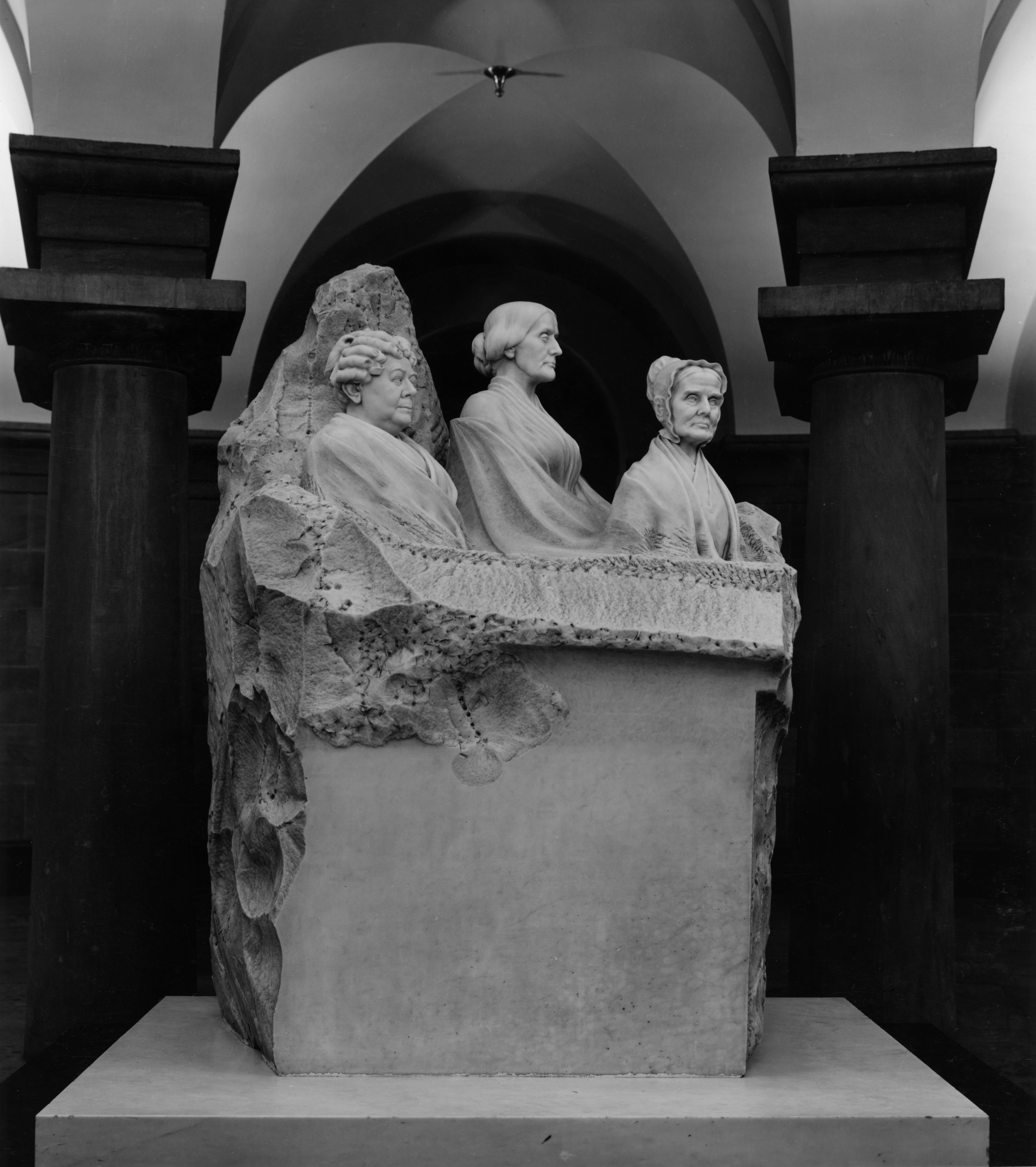
Pomník Portrait Monument od Adelaide Johnson v kryptě Kapitolu Spojených států zobrazující Susan B. Anthony, Elizabeth Cady Stanton a Lucretii Mott

Spolu s Elizabeth Cady Stanton a Lucretií Mott je připomínána na pomníku Portrait Monument od Adelaide Johnson na Kapitolu Spojených států, který byl odhalen v roce 1921. Původně byla socha vystavena v kryptě Kapitolu USA, ale v roce 1997 byla přemístěna na současné místo a vystavena na viditelnějším místě v rotundě.

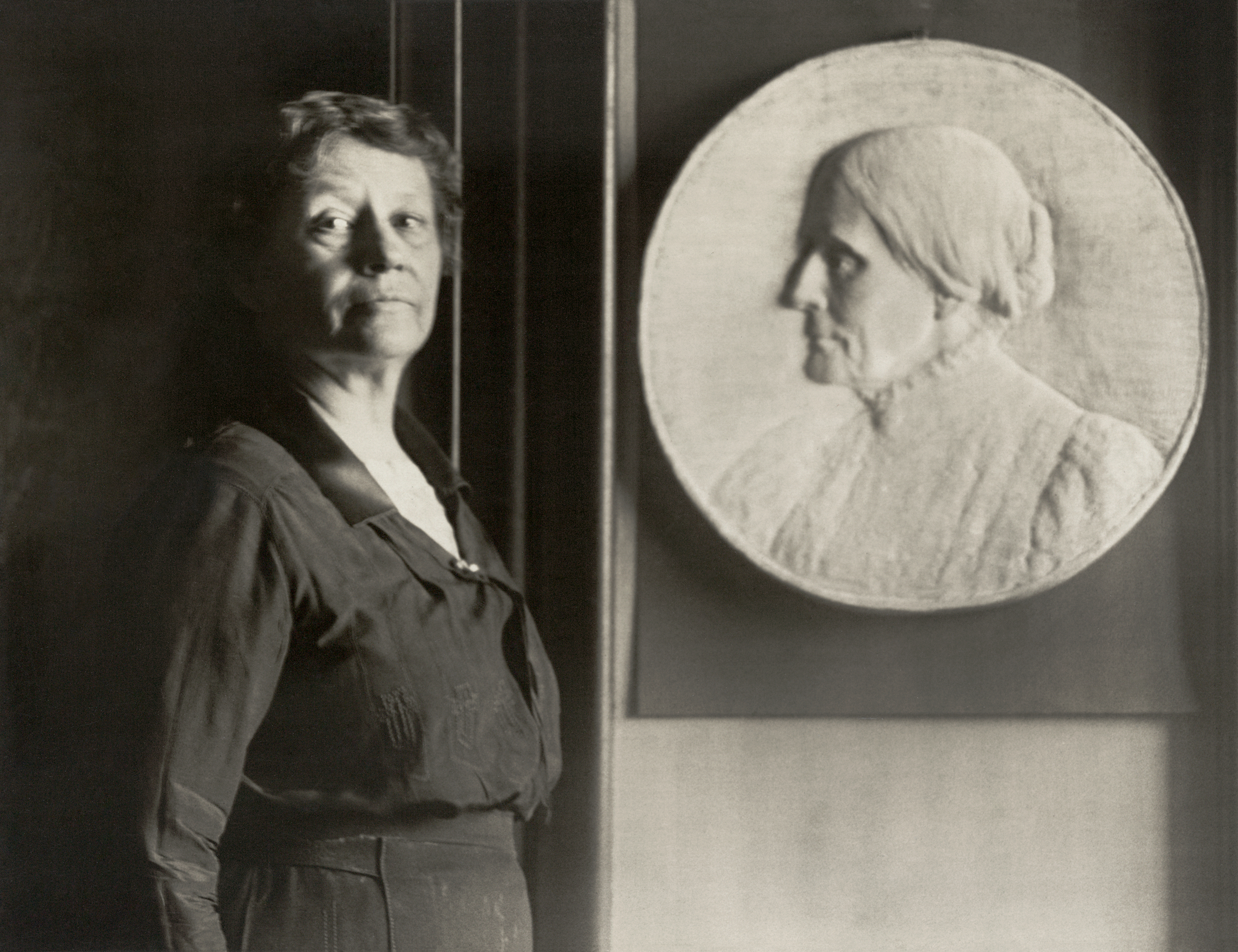
Sochařka Leila Usher se svým reliéfem Susan B. Anthony, který věnovala Ženské národní straně

V roce 1922 věnovala sochařka Leila Usher basreliéf Susan B. Anthony Ženské národní straně (National Woman's Party), který byl instalován v jejím sídle poblíž Washingtonu. Usher byla také zodpovědná za vytvoření podobného bronzového medailonu, který byl v roce 1901 věnován Bryn Mawr College.
V roce 1999 byla odhalena socha Teda Auba připomínající seznámení Anthony s Elizabeth Cady Stanton zprostředkované Amelií Bloomer 12. května 1851. Socha nazvaná „Když Anthony potkala Stanton” se skládá z bronzových soch tří žen v životní velikosti a je umístěná poblíž jezera Van Cleef v Seneca Falls ve státě New York, kde k seznámení došlo.
V roce 2001 přibyla v katedrále St. John the Divine na Manhattanu, jedné z největších katedrál na světě, socha na počest Anthony a dalších tří hrdinů dvacátého století: Martina Luthera Kinga, Alberta Einsteina a Mahátmy Gándhího.
Umělecká instalace Judy Chicago nazvaná The Dinner Party, poprvé vystavená v roce 1979, obsahuje prostírání pro Susan Anthony.
V srpnu 2009 byl odhalen památník 1872 u příležitosti 89. výročí přijetí devatenáctého dodatku americké ústavy. Bronzová socha uzamčené volební urny lemované dvěma sloupy označuje místo, kde Anthony v roce 1872 volila navzdory zákonům, které zakazovaly ženám volit. Od památníku 1872 vede stezka Susan B. Anthony, která vede vedle kavárny 1872, pojmenované podle roku, kdy Anthony hlasovala.
V blízkosti muzea a domu Susan B. Anthony se nachází socha Anthony a Fredericka Douglasse s názvem Let's Have Tea, kterou vytvořil Pepsy Kettavong.
Dne 15. února 2020 oslavila společnost Google 200. výročí narození Susan Anthony pomocí Google Doodle.
Pamětihodnosti
Dům Susan Anthony v Rochesteru je národní historickou památkou s názvem National Susan B. Anthony Museum and House. Rodný dům v Adams v Massachusetts a dům jejího dětství v Battenville v New Yorku jsou zapsány v Národním registru historických památek.
V roce 2007 nahradil nový most Frederick Douglass-Susan B. Anthony Memorial Bridge starý most Troup-Howell Bridge, který je hlavním průtahem rychlostní dopravy centrem Rochesteru.
Dokumentární projekty
Projekt Elizabeth Cady Stanton and Susan B. Anthony Papers byl akademickým počinem, jehož cílem bylo shromáždit a zdokumentovat všechny dostupné materiály napsané Elizabeth Cady Stanton a Susan Anthony. Projekt byl zahájen v roce 1982 a od té doby byl ukončen.
V roce 1999 natočil Ken Burns televizní dokumentární film Not for Ourselves Alone: The Story of Elizabeth Cady Stanton & Susan B. Anthony.
Bankovky, mince a známky

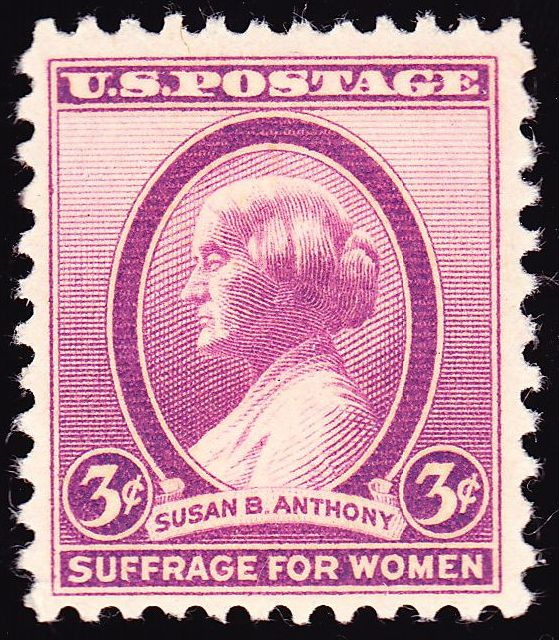
Poštovní známka k poctě Susan B. Anthony z roku 1936

Americká pošta vydala první poštovní známku k poctě Susan Anthony v roce 1936 k 16. výročí ratifikace 19. dodatku ústavy Spojených států, který zajistil ženám volební právo. Druhá známka k poctě Anthony byla vydána v dubnu 1958.
V roce 1979 začala americká mincovna vydávat dolarovou minci s podobiznou Susan B. Anthony, první americkou minci k poctě občanky.
Americké ministerstvo financí 20. dubna 2016 oznámilo, že obraz Susan B. Anthony se objeví na zadní straně nově navržené desetidolarové bankovky spolu s Lucretií Mott, Sojourner Truth, Elizabeth Cady Stanton a Alicí Paul. Podle původního plánu se měla na přední straně desetidolarové bankovky objevit žena, přičemž se uvažovalo o Anthony. Konečný plán však počítá s tím, že by si zde svou současnou pozici ponechal Alexander Hamilton, první americký ministr financí.
Názvy ocenění a organizací
Cenu Susan B. Anthony uděluje od roku 1970 každoročně newyorská pobočka Národní organizace žen, aby ocenila „občanské aktivistky, které se zasazují o zlepšení života žen a dívek v New Yorku”.
Skupina New York Radical Feminists (Newyorské radikální feministky), založená v roce 1969, byla organizována do malých buněk nebo „brigád” pojmenovaných po významných feministkách minulosti. Brigádu Stanton-Anthony vedly Anne Koedt a Shulamith Firestone.
V roce 1971 aktivistka Zsuzsanna Budapest založila Susan B. Anthony Coven #1 – první feministický čarodějnický coven.

Susan B. Anthony Pro-Life America (dříve Susan B. Anthony List) je nezisková organizace, která usiluje o snížení a nakonec ukončení interrupcí v USA. Pojenování organiazce podle Susan B. Anthony se stalo středem sporů. Organizace Anthony prezentuje jako zapálenou zastánkyni protipotratového pro-life hnutí. Dle Národního muzeua a domu Susan B. Anthony jsou tyto „tvrzení o postoji Susan B. Anthony k potratům jsou historicky nepřesné”. Badatelka Ann D. Gordon a životopiskyně Anthony Lynn Sherr uvedly, že „Anthony nevěnovala žádný čas politice potratů. Nezajímalo ji to.”
Ostatní

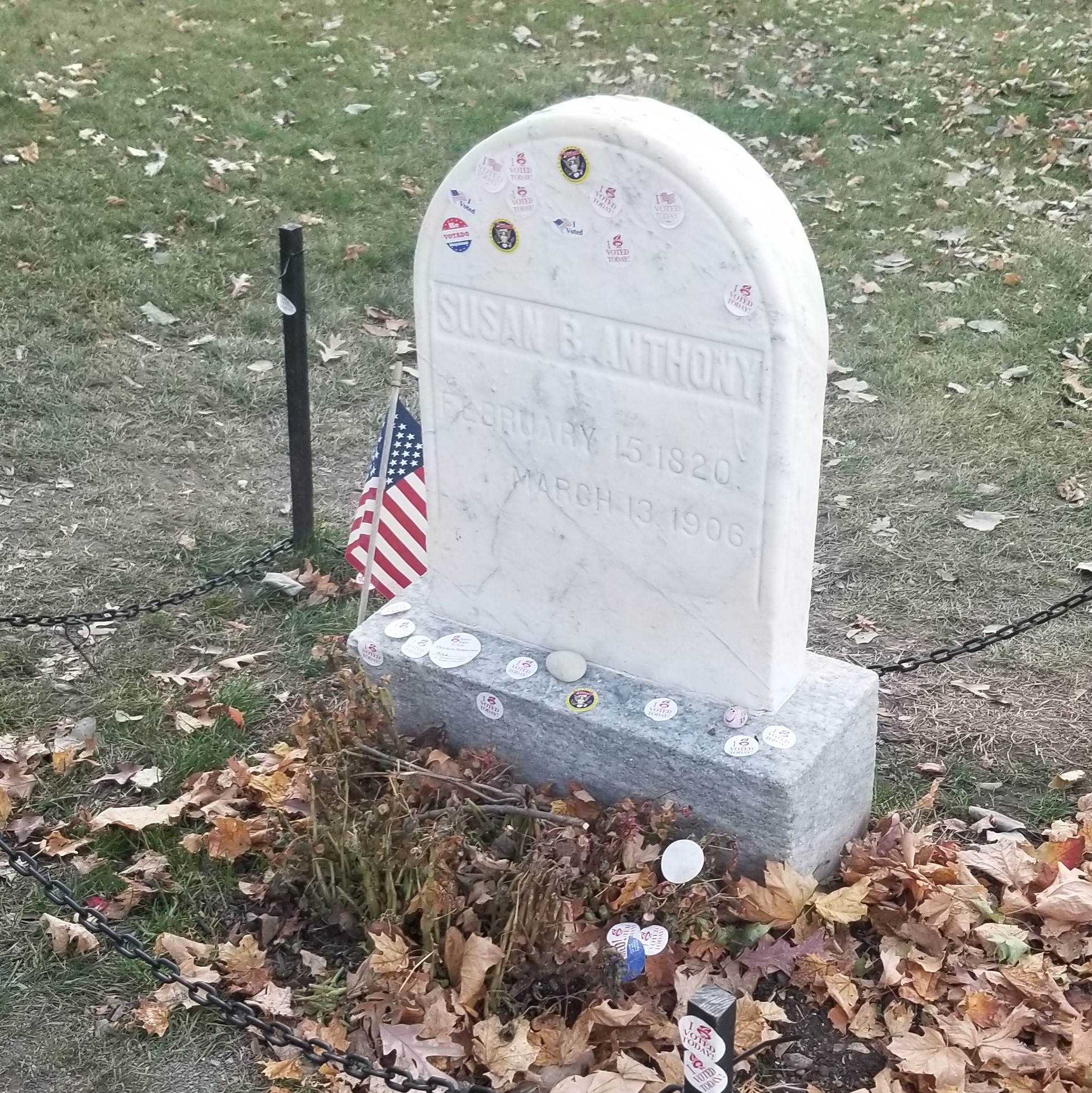
Náhrobek Susan B. Anthony s nálepkami „I Voted” (Hlasoval/a jsem).

Den Susan B. Anthony je vzpomínkový svátek na počest narození Susan Anthony a volebního práva žen ve Spojených státech. Svátek připadá na 15. únor, kdy se Anthony narodila.
V roce 2016 Lovely Warren, starostka Rochesteru, den poté, co Hillary Clinton získala na Národním sjezdu Demokratické strany nominaci, umístila vedle hrobu Susan Anthony červenou, bílou a modrou ceduli. Na ceduli stálo: „Milá Susan B., mysleli jsme, že bys ráda věděla, že poprvé v historii kandiduje na prezidenta žena zastupující významnou stranu. Před 144 lety tě za tvůj ilegální hlas zatkli. Trvalo dalších 48 let, než ženy konečně získaly volební právo. Děkujeme, že jste nám vydláždila cestu.” Město Rochester umístilo fotografie vzkazu na Twitter a požádalo obyvatele, aby se šli k hrobu Anthony podepsat.